# イエロー・マジック・オーケストラ
イエロー・マジック・オーケストラ （英: Yellow Magic Orchestra）は、1978年に細野晴臣からの誘いにより細野晴臣、高橋幸宏、坂本龍一の3人で結成された日本の音楽グループ。略称、通称はY.M.O.もしくはYMO（いずれも読み：ワイ・エム・オー）。
1980年代初頭に巻き起こったテクノ / ニュー・ウェイヴのムーブメントの中心にいたグループの一つである。シンセサイザーとコンピュータを駆使した斬新な音楽で、特に国内では社会現象と言えるほどの反響を起こした。また、日本にとどまらず米国等でのレコードリリースやコンサートツアーも行ったことで、世界的にも著名となった音楽グループである。活動期間は主に1978年の結成から1983年の「散開」（解散）までの5年間だが、1993年に一時的に「再生」（再結成）し、また2007年にも再々結成した。

## 概要
Yellow Magic Orchestra（イエロー・マジック・オーケストラ）という名称は、細野が1970年代後半に提唱していたコンセプト「イエローマジック」から来ている。これは白魔術（善や白人などの象徴。特に白人音楽）でも、黒魔術（悪や黒人などの象徴。主に黒人音楽）でも、そのどちらでもない黄色人種独自の音楽を作り上げるとして、魔術の色を人種の色にかけて提唱した「黄色魔術」（イエローマジック）である。細野がYMO以外で「イエローマジック」の名前を使用しているものとしてはティン・パン・アレーの曲「イエロー・マジック・カーニヴァル」、細野のアルバム『はらいそ』の作成者名義「ハリー細野とイエローマジックバンド」が挙げられる。また坂本のアルバム『千のナイフ』のライナーノーツの細野の寄稿文でも、イエローマジックについての記述がある。
当時、シンセサイザーを駆使した音楽としては世界的に、すでにドイツのタンジェリン・ドリームやイギリスのエマーソン・レイク・アンド・パーマー、日本の冨田勲などが有名であり、1978年のディーヴォの「頽廃的美学論」やクラフトワークの「人間解体」にも電子楽器の導入は明らかであった。そこでYMOは電子楽器・シンセサイザー音楽の路線をとりつつ東洋趣味をそれと分かる形で歌詞・アレンジ・コンポジションの全てに入れた。プロモーションで黄色人種経由であることを主張（強調）し、バラエティ番組やコント番組などにも多く出演し積極的に露出を増やしていき、認知度を高めた。ライブでは、電子的感覚を強調するためにヴォコーダーを通した声で挨拶する。
クラシック、レゲエ等様々な音楽性を柔軟に取り入れている反面、ポストパンク的なシンプルさや攻撃性とは無縁である。このためテクノ御三家の一角としてムーブメントを支えたP-MODELの平沢進は後年「あれはフュージョンだと思っていた」と、自分たちの音楽性とは乖離があった旨を述べている。

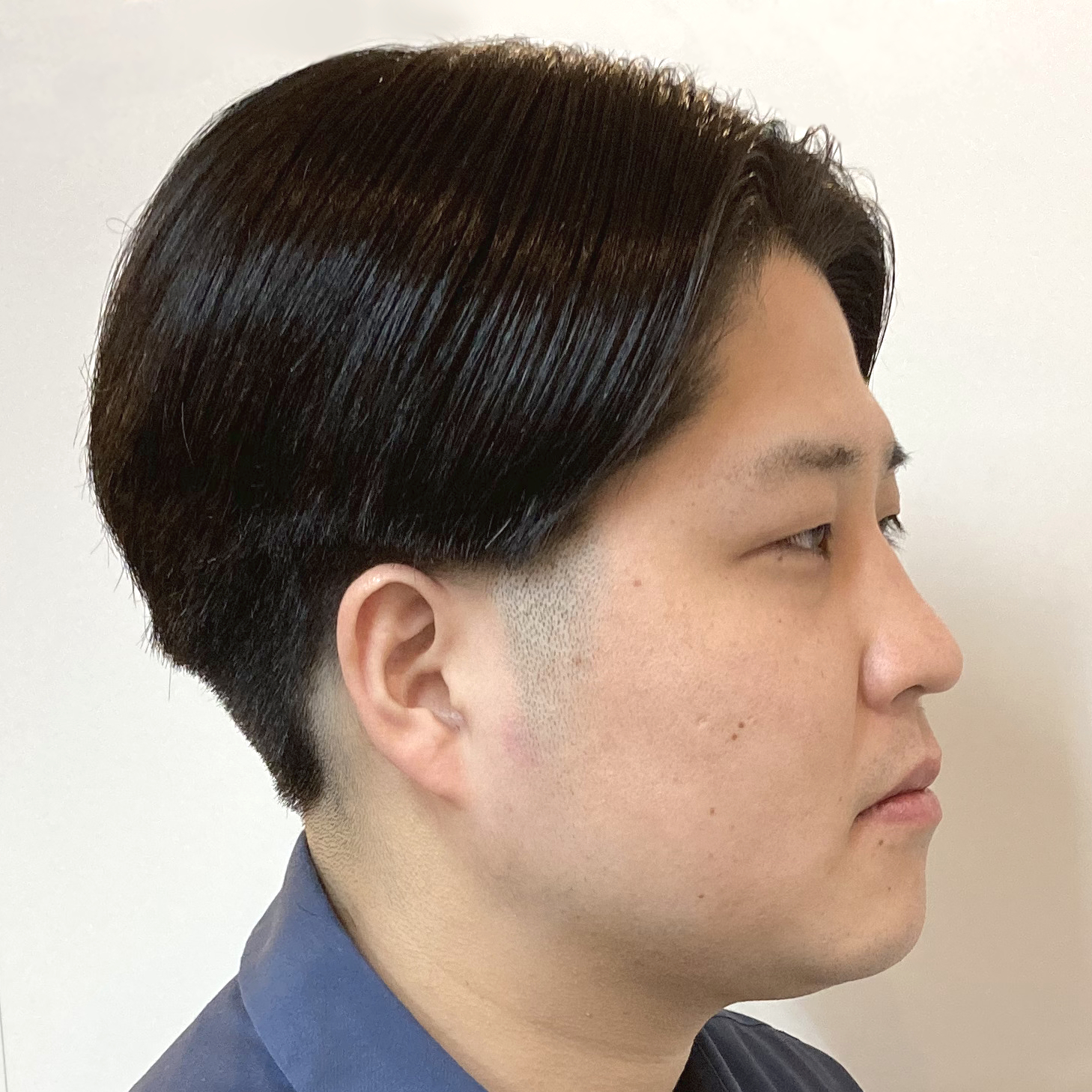
テクノカット

YMOは、そのファッションも特徴的であった。特に、初期のアルバムジャケットやライブでメンバーが着用していた「赤い人民服」（高橋のデザインによる、明治時代のスキー服をイメージした衣装であったが、その形状が中国の人民服と似ていたために、一般的に「赤い人民服」と呼ばれるようになった）、そして、すっきりとした短髪、かつもみあげの部分を剃り落とす、当時の若者の間でも流行した「テクノカット」（本多三記夫考案）と呼ばれる髪型（特に、初期では刈りあげ+もみあげなし）の2つは、YMOのビジュアルイメージとして一般に広く認知されている。

## メンバー
YMOは、元々はコンセプトバンドとして構想されたものであり、細野はメンバーの人員構成は流動的にする考えを持っていたが、ライブなどでサポートメンバーを迎えることはあってもYMOのメンバー自体は結成からメンバー死去までこの3人である。
下記の担当パートについては主に演奏されるものであり、一部のレコーディングやライヴ、テレビ番組ではこれら以外のパートを担当することもあった。坂本龍一は、ライヴでドラムスを披露する曲もある。
細野晴臣（エレクトリックベース・シンセベース・コーラス）
エイプリル・フール、はっぴいえんど、ティン・パン・アレーを経て、YMOを結成。YMOのリーダー・プロデューサーであり、シンセサイザーとコンピュータを用いるYMOの音楽スタイルを打ち出した。宗教や民俗学など神秘主義的な趣味があり、それらもYMOに影響を与えている。ライヴではほぼベーシストに徹し、曲によってはシンセサイザーをベース代わりに演奏していた。YMO散開後は特にアンビエント、エレクトロニカ等のジャンルを取り入れている。
高橋幸宏（ドラムス・ボーカル）
サディスティック・ミカ・バンド、サディスティックスを経てYMOに参加。1978年6月21日のオムニバス・アルバム『PACIFIC』収録の「コズミック・サーフィン」や、1979年のMAKOTO HIGHLAND BAND『INJECTION』など、コンピューターのビートと同期した上で、グルーヴを生み出すドラムを初めて演奏したドラマーとなった。YMOの楽曲では、大半の楽曲でリード・ボーカルを担当。ファッション・デザインの技能を生かしてYMOではステージ衣装のデザインを手掛けた。YMO散開後はソロ活動とともに、様々なミュージシャンとのコラボレーションやプロデュース業を展開している。音楽の方向性の相違などで険悪になりがちだった細野と坂本の間を取り持つ立場でもあった。サディスティック・ミカ・バンド時代、ロキシー・ミュージックの前座としてロンドンでライブを行ったことがあり、結成当時メンバーで唯一、日本国外でのライブを経験していた。2023年1月11日死去。70歳没。
坂本龍一（キーボード・シンセサイザー・コーラス）
幼少時よりピアノと作曲を学んだ。音楽的素養の土台はクラシック音楽だが、高校時代にジョン・ケージを聴き、それが伝統的クラシック音楽を根本から破壊していることに衝撃を受けた。他の多様なジャンルも聴き音楽的幅を広げつつ、東京芸術大学作曲科に進学し民族音楽学の深さに衝撃を受け同大学を卒業。同大学院に進学し、修士論文（提出作品）として管弦楽作品を提出し同大学院を修了。当人は作曲や編曲が自身の本業だと思っている（ピアノ演奏が本業と思ったことは一度もない）。理論派で弁が立ち、学生時代は学生運動の風が吹き荒れており、制度的なものを拒絶し解体する運動を行った。「教授」という愛称は大学院時代に高橋が名付けたもの。大学在籍時からスタジオミュージシャンとして活動（大滝詠一や山下達郎のアルバムに参加）した後、YMOに参加した。YMOでは松武秀樹とともにレコーディングにおいて楽曲を構築する重要な役割を果たし、またライヴでは楽曲のアレンジを一手に引き受けた。YMO散開後は映画音楽で成功するなどのソロ活動を展開し、母校の客員教授もつとめた。2023年3月28日死去。71歳没。

## 来歴

### 初期: 結成〜ワールド・ツアー

#### 結成
YMO結成以前、細野は、ドラマーの林立夫、シンガーのマナと共に自身の「イエロー・マジック・カーニヴァル」をカヴァーするというユニットを構想していた。だがこれは実現せず（その後マナは、ソロで「イエロー・マジック・カーニヴァル」をカヴァーしている）、続いて細野は林と佐藤博のユニットでマーティン・デニーの「ファイアークラッカー」をカヴァーすることを構想するが、これも佐藤が渡米したことにより実現しなかった。細野は当時のマネージャー（日笠雅水）にも人選を依頼し、日笠は坂本龍一を推薦した。
1978年2月19日に行われた細野のソロアルバム『はらいそ』に収録される「ファム・ファタール」のレコーディングの際に、坂本龍一、高橋幸宏の2人と、初めて3人で顔を合わせることとなった。
それまでにも坂本と細野は1975年、大滝詠一のアルバム「NIAGARA MOON」の録音時に顔合わせをしており、1976年には細野がティン・パン・アレーのツアーでサポートメンバーとして坂本を起用するという関係だった。1976年5月、細野のアルバム『泰安洋行』発売時のライブでは坂本とともに「ファイアークラッカー」を演奏している。一方、高橋と細野は学生時代から旧知の仲であったが、ミュージシャンとしての交流はサディスティック・ミカ・バンドが1975年の「ジャパン・ロック・フェスティヴァル」に出演した際、小原礼の代役で細野が演奏したことが一度あっただけだった。
その日細野が2人を自宅に招き、3人はこたつを囲んだ状態で、おにぎりを食べながら（みかんという説もある。少なくともみかんはあった、と三人は記憶している）会合を行った。細野が新たなグループのコンセプトを彼らに伝えたところ、2人は賛同し、ここで初めて“YMO”が結成される。このとき細野は2人に「マーティン・デニーの「ファイアー・クラッカー」をシンセサイザーを使用したエレクトリック・チャンキー・ディスコとしてアレンジし、シングルを世界で400万枚売る」（実際のメモには枚数は書かれていない）という自身のメモが書かれたノートを見せている。
細野はメンバーが決まった後も、結成当初は横尾忠則をYMOのメンバーに加える構想があった。記者会見の当日、細野は横尾に対し会見に来るように伝えていたが、横尾はなぜか「行きたくなかった」とキャンセルした（真相は、会見当日が締め切りとなっていた仕事に専念するため）。黎明期YMOのトレードマークである“タキシード”も横尾の分含め4着用意されていたが、結局、横尾がメンバーに加わることはなかった。
後に、結成前から坂本と組んでいたシンセサイザーのエキスパート松武秀樹が、サポートメンバーのプログラマーとして迎え入れられ、YMOの特徴であるシンセサイザーの自動演奏を一手に引き受けることになる。
1978年7月10日、YMOはレコーディングを開始。
1978年9月、松武秀樹をサポート・メンバーとしてライヴを日本楽器 池袋店東ショップ (YAMAHA) で行う。
1978年10月18日、FM東京（現通称・TOKYO FM）の番組「サウンドカーニバル」の公開録音として、東京郵便貯金会館においてライヴを開催。さらに10月25日から26日にかけ六本木ピットインにおいて「千のナイフ発売記念ライヴ」を開催。
YMO結成後もしばらくは、メンバーは並行する形で別の音楽活動を行っていた。坂本は渡辺香津美とのツインバンド「KYLYN」、坂本のベーシスト2人、ドラマー2人など各パート2人体制により格闘技形式で演奏を行うコンセプト「カクトウギ・セッション」がそれである（これらには高橋、矢野顕子も参加）。また高橋は1979年6月までサディスティックスに在籍していた。初期には東京、六本木のジャズ・フュージョン系ライブハウス「六本木ピット・イン」などでYMO名義以外でも矢野顕子のライヴにゲスト出演を行ったり、KYLYN、カクトウギ・セッションなどに3人が参加し、YMOの曲も演奏していた。坂本の「千のナイフ発売記念ライヴ」にも3人が参加している。
1978年11月25日、デビュー・アルバム『イエロー・マジック・オーケストラ』をアルファレコードより発売。アルファレコードは、同年秋にアメリカのA&Mレコードと業務提携しており、12月3 - 10日に紀伊國屋ホールで行われたライヴが来日していた副社長のトミー・リピューマの目に留まり、全米でデビューが決定したと語られてきたが、後に『ライヴ・アット・紀伊国屋ホール1978』（12月10日分収録）のライナーノーツの中で、全米デビューはそれより前に決まっていたと明かされている。
1979年5月30日、デビュー・アルバムをアメリカのマーケット向けにリミックスしたアルバム『イエロー・マジック・オーケストラ（米国盤）』をA&Mレコード傘下のトミーの自己レーベル、ホライゾン・レコードから発売。リミックスは、エンジニアのアル・シュミットと細野が共同で行った。この米国盤は7月25日に日本でも発売された（日本ではオリコン・チャート最高20位）。日本盤との大きな違いとして、坂本のインスト曲「東風」が「Yellow Magic (Tong Poo)」にタイトル変更され、吉田美奈子のヴォーカルが加えられている。同時に、YMOを全世界に向けて売り出すプロジェクト「イエローオペレーション」が開始された。1979年8月2 - 4日には、ロサンゼルスのグリーク・シアターでチューブスの前座公演を行い（海外での初公演）、前座でありながらも観客が総立ちでアンコールを求めるなど、絶賛を浴びた。8月6日にはマダム・ウォンにて単独ライヴも行い、この頃から徐々にその存在が注目され始める。その後、チューブスが来日した時には、9月10 - 11日に中野サンプラザで、9月13 - 14日には郵便貯金ホールで前座を務めている。
同年9月25日、2枚目のアルバム『ソリッド・ステイト・サヴァイヴァー』を発売（この時期、アメリカではリリース前にホライゾン・レーベルが倒産したため、オリジナルの形では発売されなかった）。オリコン・チャートの最高1位にランクインし、日本国内でのセールスはトータルで100万枚を越え、その名を幅広い世代に浸透させることとなった。同アルバム収録の「テクノポリス」「ライディーン」は、YMOのパブリック・イメージとなる。また「デイ・トリッパー」「ソリッド・ステイト・サヴァイヴァー」の2曲は海外でも評価が高く、名声を得た。なお、この2曲のみ鮎川誠（シーナ&ザ・ロケッツ）がゲスト・ギタリストで参加している。

#### 人気が国内へ逆輸入
10月には初のワールド・ツアー「トランス・アトランティック・ツアー (YELLOW MAGIC ORCHESTRA TRANS ATLANTIC TOUR)」をイギリス・ロンドンのヴェニュー公演からスタート。ツアー中はテレビ、ラジオでも数多くのライヴ特番が組まれ、聴衆に対して媚を売ることなく黙々と楽器と向かい合う奇抜な演奏や真っ赤な人民服風のコスチュームなど、その独特なスタイルが注目を集めた。12月には帰国し、中野サンプラザにてライブを行った。凱旋公演となったライブでは、シーナ&ザ・ロケッツがオープニング・アクトを務めた。帰国する頃には日本でもYMOブームが起こっており、海外で火がついたYMOの人気が日本に逆輸入された形となった。海外でのライブツアーは、その日本人アーティストのほとんどが国内でヒットを出し、人気者になってから行うが、YMOは国内でヒットする前に行っている。これはスタッフが「YMOの音楽は国内よりも海外の方が人気になる」と予見してのことだった。この時期の大人気に伴い、デビュー以降無かった正式なマネジメント会社の設立が必要になり、ベルウッド・レコード出身の「大蔵博」（大蔵火呂死）によって音楽プロダクション会社「ヨロシタミュージック」が設立され、YMOは当該会社の所属になった。
こうしてYMOの日本国内での人気は圧倒的なものとなり、その人気は流行に敏感な若者はおろか、当時の小学生にまで広がっていった。若者がテクノカットをまね、竹の子族が「ライディーン」で踊るなど、YMOの影響は社会現象にまでなった。
1980年3月からは初の国内ツアー「テクノポリス2000-20」が行われる。シングル「COMPUTER GAME (Theme From The Circus)」が、アメリカでリリースされ、3月15日付の全米シングルチャート(Billboard Hot 100)で60位を記録した。
4月には、小学館の雑誌「写楽」の創刊イベント「写楽祭」にシーナ&ザ・ロケッツやスネークマンショーらと共に出演。
6月、スネークマンショーのコントを織り交ぜて制作された4枚目のアルバム『増殖』を発表。これは当初10万枚の限定盤として売り出される予定であったが、20万枚以上の予約が入ったため、通常盤としてリリースされた。同アルバムはオリコン・チャート初登場1位を記録。イギリスで発売されたシングル「COMPUTER GAME (THEME FROM THE INVADERS)」が、6月8日付の全英シングルチャートで17位を記録した。
10月には第2回ワールド・ツアー「FROM TOKIO TO TOKYO」が、イギリス・オックスフォードのニュー・シアターから始まる。同ツアーは、8か国、19公演で行われ、アメリカ・ロサンゼルスのザ・チャップリン・ステージ公演では、日本への衛星中継も行われた。ツアー中にアメリカのテレビ番組「ソウル・トレイン」に、日本人ミュージシャンとして初めての出演を果たしている。ツアーは12月の日本武道館での4日連続公演で締めくくられた。
YMOは「世界に通用する（した）ジャパニーズ・バンド」と位置づけられることが多いが、当のメンバー達はむしろ、「世界に出かかってやめちゃったバンド」と考えているようである（1993年「再生」時の坂本の発言より）。「欧米で広く受け入れられた画期的なジャパニーズ・ユニット」という評価であるかどうかは、評論家および聴衆の間でも反応は様々である。

### 中期: 『BGM』と『テクノデリック』
1981年はYMOにとって大きな転換期となる。3月に前衛的ともいえるアルバム『BGM』を発表。当時、開発されたばかりであったデジタルのMTR（マルチトラック・レコーダー）を駆使したこのアルバムは非常に実験的なアルバムであり、それまで耳に馴染みの良いポップ指向のスタイルから一転、“暗く重い”ヨーロッパ志向かつ、ニュー・ウェーヴ色の強いエレクトリックサウンドを展開した。歌詞もそれまでのクリス・モズデルによる散文詩から、メンバー自身による作詞（英訳詞はピーター・バラカンとの共同作業）が行われるようになった。同アルバム収録の「CUE」はこれ以降のYMOの音楽性を示した曲であると坂本龍一は語っており、また「U・T」が後に英国の『ニュー・ミュージカル・エクスプレス』誌から「ハードコア・テクノの元祖」と称されるなど、国内だけでなく世界にも影響を与えたアルバムである。
音楽とテクノロジーの新たな可能性を追求したこのアルバムは、それまでYMOに興味を持たなかった評論家などから非常に高い評価を得ている。しかしその一方で、いわゆる「ライディーン」的なサウンドを期待していたファンからは大顰蹙を買い、「失敗作」、「駄作」などと酷評され、セールス面では大きく落ち込んでしまう結果となった。このアルバムの発表に対し、メンバーは「何をやっても売れちゃう。こんな面白い状況は二度と来ない。だったら遊んじゃおうと思った」（細野）、「期待をはぐらかす快感を味わいたかった」（坂本）、「ファンの切り捨てをしました」（高橋）と、それぞれ発言している。
同年11月には、『BGM』とはまた趣向の異なる実験的アルバム『テクノデリック』を発表。当時としては最先端のサンプリング・マシーンを駆使し、金属音や人間の声などをサンプリングし、加工して使われたサウンドが、その後の世界中のミュージシャンに多大な影響を与えることになった。
同年リリースされた上記の2枚のアルバムの発表に続いて、2度目の国内ツアー「ウィンター・ライヴ1981」が11月24日から仙台・宮城県民会館よりスタート。全国11会場で行われる。主に『BGM』 『テクノデリック』からの楽曲を中心に演奏されたこのツアーでは、楽曲の再現性に問題があったため、YMOのライヴとしては初めてMTRが使用された。演奏スタイルもそれまでのライヴとは、変化が見られる。高橋のドラムスタイルは、従来のドラムセットに加え、スタンディングでサンプリング・トリガーのLMD-649を叩くものが取り入れられた。楽曲によっては坂本がギターやドラムスを、高橋がキーボードを演奏するなど、YMOのライヴとしては非常に珍しいともいえる楽器のパート変更などが見られた。また、細野がベースギターを演奏する比重が増えるなど、変化に富んでいた。ステージのサポートメンバーも松武秀樹一人のみで構成されたライヴであった。12月27日の新宿ツバキハウス公演（この日の公演のみ立花ハジメ、梅林茂もサポートメンバーとして参加、「中国女」も演奏）を最後に、翌年はYMOとしての音楽活動は一旦休止状態となる。
グループ名を略して「イエローマジック」や「イエロー」といった呼ばれ方をされていたYMOであったが、この頃には「YMO」（ワイ・エム・オー）という記号化された略称が一般に定着した。散開後は、登録商標の問題でこの「YMO」表記が一時的にできなくなり、「イエロー・マジック・オーケストラ」(Yellow Magic Orchestra) 表記が主流である。
この時期、坂本は雑誌のインタビューで「ある意味で、僕が“細野晴臣”というミュージシャンを仮想の敵としている以上に、細野さんは僕を敵としてとらえて、自らとYMOをパワーアップしている」と語っており、坂本と細野の間で対立じみた不協和音が発生していた。この時期の坂本と細野の関係はかなり険悪な状態で、坂本は細野とスタジオで顔を合わせると、腹いせにスタジオの椅子を蹴飛ばしたり、互いに顔を合わせないようにわざとスタジオ入りの時間をずらしていたという。そんなこともあってか、2人の仲を取り持っていた高橋はとても神経をすり減らしていたそうである。
メンバー間では、1981年末でYMOの活動にピリオドを打つ（解散する）という考えがあったようである。しかしながら、（当時所属していたレコード会社だった）アルファレコードの意向によるビジネス面での要求から、解散はひとまず先延ばしにされた。
1981年までのYMOのレコードの世界での売上はシングルがアメリカで100万枚、イギリスで20万枚、アルバムはアメリカとイギリスを合わせて20万枚、全世界でのレコード売上は500万枚に達した（アルファレコード社長（当時）の村井邦彦による）。

### 後期: ソロ活動〜再始動〜そして「散開」へ
翌年、1982年はYMOとしての実質的な音楽活動は行われなかった。各メンバーはソロ活動と同時に、歌謡界への曲提供に力を入れることとなる。
細野ははっぴいえんど時代の盟友松本隆と共に松田聖子への楽曲提供を行い、また高橋と共に「¥EN(YEN)レーベル」を設立、ソロアルバム『フィルハーモニー』を発表する。坂本は郷ひろみや前川清などの楽曲プロデュース、また、忌野清志郎と共にシングル「い・け・な・いルージュマジック」をリリース、そして、大島渚監督の映画『戦場のメリークリスマス』の撮影に俳優（ヨノイ大尉役）として参加、また、自身としては初となる映画音楽を手がけることになる。高橋は「高橋幸宏TOUR1982」を6月から行う。
YMOとしては「ミュージックフェア」や「オレたちひょうきん族」に出演したり、当時ブームだった漫才番組の「THE MANZAI」に「トリオ・ザ・テクノ」の名で出演し、“元YMOの”と前置きしつつ、芸を披露している。細野は“林家三平”“柳家金語楼”“大河内傳次郎”、坂本は“忌野清志郎”“矢沢永吉”、高橋は“小野田寛郎”“草刈正雄”などのものまねを披露し、ラストは坂本が高橋、高橋が細野、細野が坂本のものまねをして終えた。
翌年、1983年3月、カネボウ化粧品のCMタイアップ曲となったシングル「君に、胸キュン。」で、YMOとしての音楽活動を再開。この曲以降、1981年の前衛的なサウンド『BGM』 『テクノデリック』から一転、今度はポピュラー志向の日本語テクノ歌謡を展開した。この曲で“オリコン・チャート1位を狙う”と宣言するも、皮肉にも細野の作曲 / 編曲による松田聖子の「天国のキッス」に阻まれ、惜しくも2位に終わる（しかしYMOのシングルとしては最大の売上枚数を記録した）。引き続いて5月には、同曲を収録したアルバム『浮気なぼくら』を発表。またしても、それまでのイメージを劇的に変化させた歌謡曲アルバムであるが、楽曲そのものは、既存の歌謡曲の枠を超えた緻密なサウンドで構成された先鋭的な作品であった。しかしながら、このアルバムが「解散」を前提に制作されていたアルバムとは、この時点でメンバー以外はまだ誰も知らない。
また、同年7月には『浮気なぼくら』の楽曲のヴォーカル部分をシンセのメロディーに置き換えたリミックス盤『浮気なぼくら (インストゥルメンタル)』が発表され、このアルバムに収録された「以心電信」は、世界コミュニケーション年のテーマ曲として採用された。
この時期はメンバー3人の年齢が30代を過ぎていたこともあり、TV番組やイベント等に出演する際に3人は「おじさんアイドル」を演じ、曲の演奏にもアイドルさながらの振り付けが施されるなどの徹底ぶりであった。
当時、高橋が担当の「オールナイトニッポン」に劇団スーパー・エキセントリック・シアター (S.E.T.) がレギュラー出演していたことから、1980年6月リリースの『増殖』のような、S.E.T.によるコントを交えたアルバムを制作する案が高橋から持ちかけられ、解散記念としてギャグ色の濃いアルバム『サーヴィス』が制作されることになった。
そして10月、雑誌「GORO」のインタビューで、初めて正式に「散開」（解散）が表明された。この「散開」宣言について、雑誌「Soundall」（12月号）のインタビューで、細野は「僕は散開に関して、別に何も思い入れがないの。ファンの人は“解散”なんて聞くとショッキングだろうから、その辺を考慮して“解散”という言葉は使わなかったし、発表する気もなかった」と、淡々とした発言をしている。
旧YMOとしての最後のライブツアー（散開ライブツアー）である「1983 YMOジャパンツアー」が11月23日から札幌、道立産業共進会場よりスタート。全国6会場で行われる。ツアー最終日となる12月22日は日本武道館にて、世界コミュニケーション年（WCY）記念、国連大学協力によるチャリティー・コンサート（観客は全て無料招待）だった。
アルバム『サーヴィス』はツアー中の12月14日に発売。また、12月12日-13日の日本武道館公演を収録した2枚組アルバム『アフター・サーヴィス』は、翌年の1984年2月21日に発売。同年4月5日、昨年の12月12日、13日の日本武道館の公演を素材として制作された映画『A Y.M.O. FILM PROPAGANDA』のプロモーション試写会を新宿シアターアプルにて行い、メンバー3人も姿を見せプロモーション活動を行った。旧YMOとしてはこれが最後の仕事となった。同映画は4月18日、渋谷公会堂にて上映。以後、全国109か所で公開された。
このあと、1993年4月1日まで、メンバー3人が揃ってメディアに姿を見せることはなかった。

### 「再生」
散開後も幾度となく再結成の噂がささやかれ、実際に周囲からのオファーもあったものの、それらは細野が全て断っていた。しかし、散開からおよそ10年を経た1993年2月、YMO「再生」（再結成）が発表され、4月1日にはメンバー3人揃っての記者会見において、新しいアルバムの発表と東京ドームでのコンサートの実施が公表された。YMO再生は、新聞が社会面で、NHKおよび民放がニュースでそれぞれ報道するなど、社会的にも大きく取り上げられ、YMOがかつて所属していたアルファはそれに便乗して過去のライブ映像や、過去のYMOの曲のリミックスアルバムなどが商品化された。
再生時の記者会見はジョン・レノンとオノ・ヨーコのベッド・インのパロディで、巨大なベッドに3人が仰向けに寝た状態で行われ、3人がベッドから出たら3人は手錠で繋がれているというものだった。口上と総合司会は当時のお笑い番組『ダウンタウンのごっつええ感じ』（フジテレビ）のキャラクターであるオジンガーZが行った。ちなみにこの会場に、当時放映されていた『進め!電波少年』（日本テレビ）の松村邦洋と松本明子が芸能レポーターとして紛れ込んでおり、「YMO再生! この機会にいろいろお願いしておきたい!」と題する企画で「YMOのバッテンのマークを電波少年と呼ばせてはいただけないですか?」と交渉していた。松村はこの時に「メリークリスマス、ミスターローレンス」とビートたけしのものまねをメンバーの前で行っており、「似ているね」と言われて嬉しかったと番組内で語っている。
5月26日、アルバム『テクノドン』を東芝EMIから発売。ミキシングには坂本がニューヨークで知り合ったマドンナ等との仕事で知られた日本人エンジニアGOH HOTODAが参加、後述の再生公演にも4人目のメンバーとして出演した。先行シングルはエルヴィス・プレスリーのカヴァー曲「ポケットが虹でいっぱい」。6月10、11日には、東京ドームにて公演が行われた。前座はジ・オーブが務めた。このライヴでは過去の曲も数曲、斬新なアレンジが施されて演奏されたものの、昔のヒットパレードに終始することは全くなく、あくまで『テクノドン』からの曲を中心に構成された。8月25日、東京ドームでの公演を収録したCD『テクノドン・ライヴ』が発売。以降、解散などのアナウンスもないまま、YMOは再び活動を停止する。再生時の記者会見ではワールド・ツアーの実施や、もう1枚オリジナルアルバムを製作したいと発言していたが、結局YMOとしてそれらの活動が行われることはなかった（後年インタビューにて、「再生」はメンバー自身の本意ではなかったと3人とも口を揃えて語っている）。
しかし、細野・高橋・坂本の3人はソロ活動の傍ら、レコーディングやTV番組の企画、イベント等において音楽的コラボレートを続けてきた。

### 2000年代
2001年1月23日、NHK-BS2で放送された細野晴臣デビュー30周年記念特番『細野晴臣 イエローマジックショー』にて3人が共演。3人が老人に扮して丹前（どてら）を着て演奏するというユーモラスな趣向で、同期なし、シンセサイザー、エレキベース、生ドラムのみの簡素な「ライディーン」を演奏した。この時の3人は「どてらYMO」と呼ばれる。
同年 4月25日、TBSによる地雷撲滅キャンペーン「地雷ZERO」の一環として、坂本を中心としたスペシャルグループ「N.M.L. (NO MORE LANDMINE)」によるチャリティソング「ZERO LANDMINE」が発売された。N.M.L.は坂本の呼びかけで集まった国内外のミュージシャンで構成され、デヴィッド・シルヴィアンやクラフトワークなど、YMO時代から坂本と親交のあるミュージシャンも多数参加した上、細野がベース、高橋がドラムで参加している。4月30日には、TBS50周年特別企画番組「地雷ZERO 21世紀最初の祈り」が放送され、番組内でN.M.L.による「ZERO LANDMINE」の生演奏に細野と高橋も参加した。
翌2002年、細野と高橋がエレクトロニカユニット「スケッチ・ショウ」を結成。アルバムには坂本も参加したほか、ライヴ「WILD SKETCH SHOW」にて、ゲストミュージシャンとして坂本がステージに立ち、ライヴでは新たなアレンジとなった「キュー」や「中国女」、細野と高橋のみで演奏した「ジャム」と、YMOのナンバーも数曲が演奏された（スケッチ・ショウ初披露の際にも細野・高橋・坂本の3人でメディアへの露出があった）。
スケッチ・ショウ以降、3人での音楽活動が活発化する。2004年6月18日、次世代ミュージックとマルチメディア・アートの国際フェスティバル「sonar festival 2004」がスペイン・バルセロナにて開催され、3人はYMOではなく「ヒューマン・オーディオ・スポンジ (Human Audio Sponge＝HAS)」（「スケッチ・ショウ + 坂本龍一」という位置づけ）を名乗り、1993年の再生ライヴ以来11年ぶりにユニット（バンド）としてステージに立った。この「sonar」の衛星イベントとして、10月9 - 10日、「sonarsound tokyo 2004」が恵比寿ガーデンプレイスにて開催され、再びHASとしてライヴを行った。いずれも演奏スタイルはYMOとは違い、それぞれのブースにMacintoshを配置したエレクトロニカのスタイルであった。演奏された曲目もスケッチ・ショウのレパートリーが中心で、「ジャム」と「ライオット・イン・ラゴス」が演奏された以外は、YMO時代の曲は演奏されなかった。
1993年の「再生」以降、3人は長い間、もう一度YMOとして音楽活動をすることに対し、一貫して否定的な姿勢を取ってきた。HASとして活動する際も、それはあくまでYMOとは別のものであるとしてきた。
しかしながら、2007年2月3日、キリンラガービールのテレビCM企画において、ついに「YMO」名義が復活する。CMには3人が揃って出演し、さらに、CMのために「ライディーン」を新たなアレンジで録音した「RYDEEN 79/07」が使用された。同曲はCM公開とともにインターネット配信が開始され、iTunes Storeをはじめとする数々の配信サイトにおいて、ダウンロード数1位を記録した（ネット配信時の名義は「YMO」の略称ではなくカタカナ表記の「イエロー・マジック・オーケストラ」）。CM出演に伴って、3人一緒の写真がデザイン（2種類）されているラガービール6缶パックが限定発売された。
3月21日にはベストアルバム『YMO GO HOME!』とライヴアルバム『ONE MORE YMO』がソニー・ミュージックダイレクトより再発売。同時に、オリジナルアルバム10作品とベストアルバム『UC YMO』の初回盤が復刻発売された。
その後5月19日、「Smile Together Project」の一環としてHAS名義でのライヴをパシフィコ横浜国立大ホールにて行った。このライヴでは「RYDEEN 79/07」をはじめ、「以心電信」、「音楽」、「キュー」といったYMOのナンバーも演奏され、さらに映画『EX MACHINA -エクスマキナ-』のテーマ曲となる3人の新曲「レスキュー」も披露された。このライヴは、チケット売り上げが全額「財団法人がんの子どもを守る会」の活動資金となるチャリティライヴであった。サポートメンバーは、高野寛、高田漣、権藤知彦。
一方でApple Japanのウェブサイトにおける Special Interviewの中で、坂本が「歳を重ねて気持ちが緩くなり、自分たちでも（HASとYMOの）境界線がわからなくなってきている」ので、「HASと書いてYMOと読んでくれ」と発言した（ただし「そう読みたい人は読んじゃっていいよ」という言葉を後に付け加えている）。
そして7月7日、世界8カ国9都市で同日開催されたコンサート「ライブ・アース」には、ついに「Yellow Magic Orchestra」名義（略称は使用されていない）で、サポートメンバーなしの3人のみで出演。会場は京都市の東寺の特設ステージで、出演5組のトリを飾る形となった。8月22日には新曲「レスキュー」と「RYDEEN 79/07」を収録したシングルCDを、エイベックス内の坂本が主宰するレーベルcommmonsから発売。名義は「レスキュー」が「Human Audio Sponge」の頭文字にYMOを付けた「HASYMO（ハシモ）」、「RYDEEN 79/07」が「Yellow Magic Orchestra」。YMO名義のCD発売は1993年の『テクノドン・ライヴ』以来。
2008年6月15日、28年ぶりとなるロンドン公演がロイヤル・フェスティバル・ホールで行われた。また、同週の6月19日にはスペイン・ヒホンのLaboral Ciudad de la Culturaでも公演した。今回のセットリストは前年行われた横浜ライヴのものをほぼ踏襲しているが、スペインではロンドンで演奏された「SPORTS MEN」「FLY ME TO THE RIVER」が省略されたほか、各公演で若干曲順が異なっている。この公演で特筆すべきは世界初披露された新曲「The City of Light / Tokyo Town Pages」と、ダライ・ラマ14世のヴィジュアル・メッセージとともに演奏された坂本のソロ曲「TIBETAN DANCE」であった。
2009年、docomoの携帯電話端末N-04Aにオリジナルコンテンツとして「good morning,good night」フルチューンと14種の効果音を提供した（HASYMO名義）。この音源はここでしか確認ができない。
8月9日、東京・夢の島で開催された夏フェス「WORLD HAPPINESS 2009」に出演（なお、前年の同イベントにはHASYMO名義で出演している）。高橋はエレクトロニカスタイルを採らず全編ドラムを叩き、ビートルズのカバー「ハロー・グッドバイ」に始まって1980年以来の「千のナイフ」、テクノドンライブ以来の「ファイヤークラッカー」を含む全10曲を演奏した。当日のライブサポートメンバーは小山田圭吾、高田漣、権藤知彦であった。

### 2010年以降
2010年4月発売“音楽の事典”『commmons: schola vol.5 Yukihiro Takahashi & Haruomi Hosono Selections: Drums & Bass」において、前年録音したビートルズの「ハロー・グッドバイ」と、スライ&ザ・ファミリー・ストーンの「Thank You For Talkin' To Me Africa」を収録。坂本によれば、本作において紹介すべき当該の2曲が権利関係によって収録できなかったために自分たちで演奏したとのこと。レコーディングはクリックを使用しない生演奏で行われている。なお、後者のボーカルはクリスタル・ケイが担当した。これとリンクして、NHK教育テレビの番組『スコラ 坂本龍一 音楽の学校』の「ドラムス & ベース編」に三人で出演するとともに、小山田圭吾と権藤知彦と共に「千のナイフ」「ハロー・グッドバイ」「Thank You For Talkin' To Me Africa（ボーカル無し）」の演奏を披露した。
2010年も引き続き「WORLD HAPPINESS 2010」に参加。また秋からは江崎グリコ「ポッキー」のCMに出演、BGMには「ライディーン」が使用された。
2011年6月26日、アメリカ・ハリウッドの野外音楽堂「ハリウッド・ボウル」にて、1980年以来実に31年ぶりのアメリカ公演が、チボ・マットを伴って「BIG IN JAPAN」と題されて行われた。翌日には「Yellow Magic Orchestra “LIVE in California”」というタイトルでThe Warfieldで演奏を行った。
帰国後の7月31日には「フジロック・フェスティバル」に、8月7日には4回目になる「WORLD HAPPINESS 2011」に参加をし、1993年以来の新曲「Fire Bird」が発表された（HASYMO名義も含めると新曲としては2年ぶり）。また、8月5日には、初のスタジオライブをNHK放送センター101スタジオにて収録。そこでは「どてらYMO」ならぬ「ゆかた姿YMO」の出立ちも披露され、ライブの模様は11月4日にNHK総合にて放送された。
2012年2月15日、前年のThe Warfield公演が、DVD『Live in San Francisco 2011』として発売。
7月7 - 8日、坂本の呼びかけで始まった脱原発音楽イベント「NO NUKES 2012」に出演。7日はトリをクラフトワークに譲り、1曲目で同グループの「Radio Activity」をカヴァーする。また7月18日には、前年のスタジオライブがDVD『YMONHK』として発売。8月1日には前年の「WORLD HAPPINESS」で初披露された「Fire Bird」が、デジタル・ダウンロード限定で販売。
8月12日には5回目の『WORLD HAPPINESS 2012』に出演し「開け心〜磁性紀のテーマ〜」をライブでは初めて披露され、散開以来29年ぶりに「TECHNOPOLIS」を演奏した。
同年10月11日には、「WORLD HAPPINESS 2012 After Party」と題するイベントが、東京都現代美術館レストランで開催。「WORLD HAPPINESS」における過去のYMO音源を、飯尾芳史がミックスし、高橋と共に鑑賞する内容で、その席で「2013年のWORLD HAPPINESSにはYMOでは出演しない」旨が高橋よりコメントされた。
2013年3月9日、2回目の開催となる「NO NUKES 2013」に、坂本（大友良英、Sachiko M、ASA-CHANGとの連名）、細野、高橋 (THE BEATNIKS) がそれぞれソロで出演。THE BEATNIKS終了後の幕間にはサプライズとして3人が「Radioactivity」「Rydeen」の2曲を演奏した。
同年12月21日、EX THEATER ROPPONGIにて細野と坂本によるライブ「細野晴臣×坂本龍一」を開催。最後に高橋がゲストで登場し、坂本の「TIBETAN DANCE」、クラフトワークの「Radio Activity」に続き、YMOの「Rydeen」をアコースティック編成で演奏。さらにアンコールで「Smile」（細野が同年のアルバム『Ho So No Va』でカヴァー）を演奏した。
2016年4月には、坂本龍一をはじめとするアーティストとエイベックスグループが設立したプロジェクト、commmonsの10周年を記念したイベント「commmons10 健康音楽」の開催され、8日に前夜祭「高橋幸宏の新世界～出張特別編」が行われる。これは高橋がゲストを迎えて毎月開催していたトークイベントの特別編で、ゲストとして坂本龍一が出演、更にスペシャル・ゲストとして細野晴臣も出演。
2019年1月2日、細野の音楽活動50周年を記念し、BSプレミアムにて「細野晴臣イエローマジックショー2」を放送。前回に続き、18年ぶりに3人が「どてらYMO」として「Rydeen」を演奏、さらに共演の星野源が加わって「Firecracker」2018年6月23日、細野はロンドンのバービカン・センターで英国デビュー・ソロ・コンサートを行い、高橋と坂本もステージに加わり「Absolute Ego Dance」を披露した。を演奏した。また、同年12月1日開催の細野の音楽活動50周年記念イベント「イエローマジックショー3」において、高橋のゲスト出演に加え、事前収録の映像で坂本が出演。映像の坂本と3人で「COSMIC SURFIN'」と「ABSOLUTE EGO DANCE」を演奏。これがYMOメンバー揃って行った最後のパフォーマンスとなった。
2023年1月11日、高橋がかねてより闘病していた脳腫瘍から誤嚥性肺炎を併発し70歳で死去。そのわずか2か月半後の3月28日、がんとの闘病中であった坂本も71歳で死去した。
高橋死去が公表される1月15日の朝、坂本は追悼の意を表したような、コメントのない無地の灰色一色の画像のみのものをSNSに投稿した。そして坂本死去が公表された翌日の4月3日には、YMOで唯一存命となった細野も同じような無地の灰色の画像をInstagramへ投稿し追悼した。
高橋と坂本の死去により、YMOはグループとしての活動が不可能になった為、1978年以来散開（解散）や休止期間を挟んで45年間の活動に事実上終止符が打たれる事となった。

#### SYMBOL OF MUSIC AWARDS JAPAN 2025として
2025年、日本最大規模の国際音楽賞MUSIC AWARDS JAPANが新設された際、「SYMBOL OF MUSIC AWARDS JAPAN 2025」に選ばれた。5月20日にはトリビュートコンサートも行われ、22日の授賞式の冒頭では細野が挨拶をした。

## 技術面

### 電子技術
YMOは日本においてはシンセサイザーのサウンドを大々的に商業音楽に取り入れた先駆者である。また、それまでミュージシャンの手弾きによる生演奏が常識だったライヴにおいてコンピュータプログラムによる自動演奏を取り入れた点でも東アジア圏では革新的であった。
それまでのシンセサイザーは効果音製作や、既存の楽器の代用として使用されることが多かった。ウェンディ・カーロスですらクラシックからの転向者で、シンセサイザーや自動演奏でしか作れない曲を制作しようとした者は非常に少なかった。しかし実際のレコーディングでは手弾きのパート、生のドラムの演奏が多かった。
YMO結成当時、コンピュータが刻むクリック音に合わせて演奏できるミュージシャンは数少ない時代だったが細野、坂本、高橋はクリックとの同期にまったく違和感を持たない演奏家であったうえに、音楽・音色に対する探求心も強く、新たな技術を積極的に受け入れる傾向が強かった。そのため彼らのライブは新種楽器の見本市のような様相を示していた。正確なクリック音に同期して演奏するスタイルは結成当初に掲げた「グルーヴの徹底的な排除」が背景にあったが、すぐに飽きてしまい民族音楽とクリックの研究を重ねるうち、1拍を24分割し、前拍と後拍の比率を14：10にしたところエイサーに近いビートが得られたのが「ABSOLUTE EGO ⅮANCE」の制作に繋っている。
YMOのシンセサイザーと自動演奏は切っても切れない関係にあり、これらはプログラマーの松武秀樹の存在が大きい。レコーディングやライヴでの音楽データのシーケンサーへの打ち込み、自動演奏は松武が一手に引き受けていた。

### 主な演奏機材
YMOが使っていた演奏機材で代表的なものを挙げる。
極初期にはメンバーの私物の機材も使用したが、ほとんどは松武秀樹の会社である有限会社MACからのリース品であった。

#### 初期
- モーグ III-c（松武秀樹が使用していた大型モジュラー・シンセサイザー、通称「タンス」。簡単なフレーズやSEの演奏も行った。マルチテープのみ録音されたマルチ録音には欠かせないクリック音も本機で作っている。）
- ポリモーグ（坂本の個人所有物。1stアルバムやライブで使用）
- コルグ VC-10（ヴォコーダー）
- ローランド VP-330（ヴォコーダー）（文字通りヴォコーダーとして多用されたが、「CASTALIA」ではヴォコーダーとしてではなく同機に供えられていたアンサンブル機能（クワイヤー音色）を用いてメロディー演奏を行っている）
- アープ・オデッセイ（ベースやリードで多用。坂本はYMO結成前はアープ・オデッセイの名手[footnote 6]として知られており、「東風」PVでは坂本の個人所有物（MkI、白パネル・名前入り）も見られる。初期から第1回ワールドツアーでは「千のナイフ」などで、坂本がソロパートで使用しているのが目立つほか、第二回ワールドツアーまで細野がシンセベースで使用していた。2007年のキリンラガービールのテレビCMにおいても細野がシンセベースとして弾いている。細野使用のモデルは現在、当時自身の会社でYMOにシンセを貸出していたプログラマーの松武秀樹が所有）
- コルグ PS-3100（細野の個人所有物で、ライディーンの馬の駆けて行くSEはこれで作り、手弾きしているという。坂本も所有しており「東風」PVでも確認できる。）
- シーケンシャル・サーキット プロフェット5（YMOの使用シンセの代表。坂本は最も使いやすく、気に入っていると後に語っている[28]。個人所有している。）
- ポラード シンドラム Model 477（シンセドラム）
- ULT-SOUND（東洋楽器）DS-4・DS-4 Custom（シンセドラム）
- E-MU カスタム・モジュール（大型モジュラー・シンセサイザー。第2回ワールド・ツアー以降で使用）
- BIAS（イシバシ楽器）BS-1・BS-2（ドラムのフープに取り付けるタイプのシンセドラム。高橋のオーダーにより、BS-1の音色にホワイト・ノイズが追加されたタイプがBS-2。）
- オーバーハイム 8ヴォイス（1stアルバムや、ライヴではサポートキーボーディストであった矢野顕子が使用）
- モーグ Multimoog（細野がシンセベースとして使用。メモリーを持たないアープ・オデッセイと交互に使われた。）
- ローランド JUPITER-4（ライヴでは坂本が使用。第2回ワールドツアー時にプロフェット5が壊れた際にはメインとして使用された。）
- EMS VCS3（主にSE等で使われた）
- モーグ 16 Channel Vocoder（ヴォコーダー。「テクノポリス 2000-20」でのみ使用）
- モーグ mini moog（東風のパパパーという合いの手の音でしか使用されていない）
- ヤマハ E1010（アナログディレイ) (YMOで多用されたことから「ＹＭＯディレイ」という通称を持つ)

#### 中期
- シーケンシャル・サーキット プロフェット5(この時期からライヴにおいてもメンバー全員が使用している）
- ローランド TR-808（リズムマシン。当時の細野のお気に入りの機材であった）
- ローランド JUPITER-8（これで「MASS」や「邂逅」のアルペジオパターンが演奏されていた）
- E-MU カスタム・モジュール
- LMD-649（サンプラー）
- E-MU Emulator [29]（サンプラー。ウィンター・ライヴ1981以降で使用）

#### 後期
- シーケンシャル・サーキット プロフェット5
- ローランド JUPITER-8
- リン・ドラム LM-1 / LM-2（ドラムマシン、坂本がLM-2を個人所有しており、後に坂本がエクソルのCM曲で使用し、CM曲を演奏する坂本の楽器セットに組み込まれており、坂本と共にCMに登場した。また細野もソロアルバム『フィルハーモニー』でLM-1、松田聖子の『天国のキッス』でLM-2を使用している。
- シモンズ SDS-5（エレクトロニックドラム。ただし散開ライヴのシモンズはバスドラム・スネアのパットはシモンズの音源でなく、リン・ドラムの外部トリガーに接続されていた）
- シーケンシャル・サーキット プロフェットT8（散開ライヴでのみ使用された）

技術の発展に伴い、デジタルシンセサイザーも使用された。
後期はシンセサイザーのリース元がMACから別の会社に変更された。

#### 再生
- コルグ M1
- アープ・オデッセイ
- ローランド JUPITER-8
- E-MU Proteus MPS
- E-MU VINTAGE KEYS
- コルグ 01/WproX

#### 2007年からの再活動
- ヤマハ MOTIF XF 7
- シーケンシャル・サーキット プロフェット5
- コルグ・microX
- ローランド・SPD-S（サンプリングパッド。サンプリング機能搭載のエレクトリックパーカッション）

### サンプリング
『テクノデリック』の項目を参照。

### 自動演奏
坂本は「ピアノのレッスンをほとんどまじめにやらなかった」と回想することが多いが、ピアノの生演奏をする機会は同時代のミュージシャンの中でもずば抜けて多かったため、アクションの軽い電子キーボードの操作は容易であった。自動演奏に聞こえる「テクノポリス」のシーケンスパターンや、「ライディーン」のメロディは手弾きである。
初期は、ミュージックシーケンサーMC-8を松武秀樹がコントロールしていた。コンピュータに入力するためには、演奏を一旦楽譜に直す必要があり、その作業を坂本が行ったが、その際に坂本はある程度自由にアレンジを行うことになった。そのためロック、ポップスの土台にクラシックの流れを汲む複雑で作りこまれた編曲が行われた。これは細野らメンバー自身が外部鍵盤によるリアルタイム入力ができるミュージックシーケンサーMC-4が登場する『BGM』の直前まで続いた。アルバム『浮気なぼくら』からは、YMOメンバー自らがシーケンサーを利用することとなり、それまで全面的に協力していた松武が制作から外れている。

### ドラム
- YMOでのドラムは主に高橋幸宏が担当した。YMOのドラム演奏には以下のような特徴がある。
  - シンバルを使わない（ほぼ全てのスタジオレコーディング音源に共通）。しかし、後期には要所要所にてクラッシュ・シンバルが効果的に使用されている（シャドウズ・オン・ザ・グラウンド、パースペクティブ他）。
  - フィルインにはタムを多用せずに、ほとんどスネアを使う
- YMO結成当時、ドラムの録音はスネア・バスドラム・ハイハットなどを全て同時に録音するのが一般的であったが、YMOでは各パートを別々のトラックに録音していた。そのため、当時のエンジニアや関係者によると、YMOの録音は「時間がかかって仕方がない」という印象を持っていたとのこと。また、たとえばハイハットだけ録音する際には、ハイハット以外のドラムセットには毛布をグルグル巻きにして音が出ないようにして他のドラムセットも叩くなどグルーヴ感が出るように工夫することもあった。
- 初期のアルバムでは生ドラムの音色をそのまま使用していた。当時のアルファレコードのスタジオの壁には石が埋め込まれており、特殊な残響による硬質なドラムの音色が特徴である。
- 初期から80年のワールドツアー時まで、ライヴではタムの代わりにシンセドラムを効果音的に多用した。シンセドラムのパッド1つにつき出る音は一つのため、ツアーを経るごとにシンセドラムの数は増えていった。しかし81年のウィンター・ライヴからは使用しなくなる。
- 80年のワールドツアー時にはチューニングの異なるスネアを2台用意し、両方にBIAS BS-1（石橋楽器のオリジナル・ブランド）を取り付け、さらにそのうち1台にバーカスベリーのピックアップを取り付けてE-MUカスタム・モジュールに接続し、ノイズを付加させた音を出していた。しかしトリガーの調子によってノイズは出たり出なかったりした。武道館公演のみ、BS-2が使われた。
- アルバム『BGM』の「U・T」では、ノイズゲート機材「Kepex」を使ったゲートエコーを利用している。具体的には、ドラム音にロングエコー（鉄板エコー・リバーブ）をかけ、余韻の部分を強制的に切ることで、人工的な効果を出すというもの。この手法は、前年に「開け心-磁性紀-」や高橋のソロアルバム『音楽殺人』の「THE CORE OF EDEN」で使用されていた。
- また、アルバム『BGM』からは、ローランドのリズムマシン「TR-808」を取り入れた。前年末に行われた武道館公演での「千のナイフ」のイントロで使われたのが最初。
- アルバム『テクノデリック』以降では、手作りのサンプラー「LMD-649」を使い、サンプリング音源によるドラムを実現している。サンプリングの音源はドラム缶やドアのノブを叩いた音、工事現場の音、人の声などを採用している。直後のウィンター・ライヴではLMD-649をトリガー・ボックスに接続し、手やドラムスティックで叩いて使用した。しかし高橋も回想しているように、振動に弱いため、ちょっとした振動で音が出てしまうという難点も抱えていた[32]。
- アルバム『浮気なぼくら』では一転して「リン・ドラム」を使うなど、技術の発展に同期した音作りをしている。1983年の散開ライヴでは、シモンズのエレクトロニック・ドラムをトリガーにしてリン・ドラムを鳴らすなど、高度なテクニックを駆使していた。
- ドラムの自動演奏が実現できる環境になったとしても、人間特有の「ノリ」を完全に実現できないため、あえて人が叩くドラムを利用していたこともある。
- 散開ライヴにおいて、ドラムを叩きながら歌うのは体力が持たなくなってきたということもあり、歌うことに専念したいと考えた高橋は、基本的に簡単なパーカッションと単音のシンセ音を担当するのみでヴォーカルに徹し、ドラムは「東風」「ビハインド・ザ・マスク」「ソリッド・ステイト・サヴァイヴァー」「ファイアークラッカー」「テクノポリス〜ライディーン」といった初期の曲を中心としたライヴ序盤と終盤の曲で叩いたのみ。そのためドラムスにはABCを脱退したデヴィッド・パーマーがサポートメンバーとして参加した[footnote 7]。
- 散開ライヴでは前後移動できるドラムセットの台座下にパーカッションセットとシンセのある演説台型演奏ブースがステージの床付近に下げられた状態であり、「中国女」のラスト時に、デヴィッドが演奏しているドラムセットが台座ごと後方に下がり、演奏ブースが昇ってくるのが確認できる。

### ライヴ
アルバムでは自動演奏を多用していたYMOではあるが、初期のライヴでは、メンバー+ギター+サポートキーボード（初期にはパーカッションも存在）の形式による生演奏が主体であった。当時のシーケンサー（ローランド MC-8）のフレーズの同時出力数に限界があり(同期信号など演奏に出ないものもある)、アルバム曲の再現に限界があったため（アルバム曲は多重録音である）のほか、熱に弱く動作が不安定だったこと、データの読み込みに時間がかかることなど、機材的な問題によるところが大きい。この形式は1980年の第2回ワールド・ツアー「YELLOW MAGIC ORCHSTRA WORLD TOUR '80」まで続いた。このツアーからMC-8もステージ演奏に適応するため、CPU関係にファンが追加される改良が加えられ、安定性が高くなっている（加えて演奏中には扇風機を使用）。また、当時のシンセサイザーは熱などにより音程が不安定になることが多かった。
1981年に行われた「ウィンター・ライヴ1981」では、メンバー+松武秀樹のスタイルとなった。このライヴではシーケンサーにMC-4が使われ、各メンバーがプロフェット5、イミュレーターを使用したものに代わり、構成が簡素になったことで機材数が減った。このとき、イミュレーターはMC-4に接続されておらず（シーケンサー接続のためのCV / ゲート端子がまだ付いていなかった）、いくつかのファクトリーサンプルを手で弾いただけであった。また、一部の演奏では先述の通り楽曲の再現性に問題があったことからMTRが使用されることもあった。このライヴでは坂本はギターやドラムも演奏している。
散開ライヴでは、シーケンサーは使われず、ほとんどのトラックがMTRで演奏されている。ただし、先述のようにシモンズのドラム音とリン・ドラムの音を混ぜるなど斬新な試みも引き続き行われた。
1993年の再生ライヴでは、細部までシーケンサーとアナログシンセを使って演奏された。1998年の高橋へのインタビューでは、高橋は「東京ドームのグラウンド下には大きな発電機があり、Macintosh（シーケンサーとして使用）が止まってしまう恐れがあった。そのため、事前に録音したシーケンサの音を予備で（シーケンサーが止まってもいいように、つまりは前述の散開ライヴと同じことができるように）同期して再生していた」と語っている。なお、「ポケットが虹でいっぱい」のみはテープ演奏であったが、ステージ上にオープンリールMTRを上げて、再生ボタンを押す前に手でテープを動かすことで音を出し、カラオケ演奏であることをわざわざ強調する演出を行った。このようなユーモアのセンスもYMOの持ち味であった。

### 同期演奏とそのためのヘッドフォン

#### 同期演奏とクリック音
- YMOはライヴでヘッドフォンを装着して演奏するという、当時としては画期的な方法をとっていた。これは、自動演奏とメンバーの演奏を同期するためのガイドとなるクリック音を聞くためであった。このクリック音は、モーグIII-cのステップシーケンサーを使って演奏させていた。
- クリック音は、松武がコントロールするシンセサイザーのフィルター発振音で、レゾナンスを上げていったときの自己発振音を使っている。
  - 音は「キッコッコッコッカッコッコッコッ」や「ピッポッポッポッパッポッポッポ」と聞こえる。
  - アルバム『イエロー・マジック・オーケストラ (US版)』に収録されている「東風」イントロ部分を注意深く聞いていると「キッコ、キッコ」という音が微かに聞こえるのが分かる。
  - 1980年11月のロサンゼルスA&Mスタジオ公演の「ALL YOU NEED IS LOVE」-「テクノポリス」での曲の合間を注意深く聞くと「キコカコ音」を聞くことができる。同公演のTV放送では同部分と「東風」が始まる前とでかなりの音量で聞こえていた。

#### ヘッドフォン
- ヘッドフォンを装着すると、通常のライヴでは聞こえてくる各メンバーの演奏の音が聞こえない。そのため、メンバーの出している音をPAから送り返す場合に、モニタースピーカーへ送らずキューボックスという簡易ミキサーへ送り、クリック音と混ぜて聞いていた。
  - このキューボックスは、グリークシアター公演の直前に数日間徹夜して作られ、当時としては最新の回路やパーツを使っていたため、一般のものにくらべてとても高音質かつ高価であった。
- ヘッドフォンはビクターのHP-550がよく使われ、シュアーのSM-10Aヘッドセットマイクとのコンビネーションは、トレードマークになる。
- 初期のライヴで矢野顕子が使用していたのはゼンハイザーのHD414である。これは他のメンバーが使用している場合もあり、また、東風のPVでもメンバー3人が使用しているのが確認できる。
- アルバム『ソリッド・ステイト・サヴァイヴァー』に収められている「ソリッド・ステイト・サヴァイヴァー」ではヘッドフォンをマイク代わりに使用している部分がある。
- ヘッドフォン装着により観客の拍手や歓声なども聞こえなくなるため、演奏の無い部分や曲間などでヘッドフォンをずらして観客の反応を確かめていた。

#### ライヴでの同期演奏
- YMOの初期のライヴでは、実際にクリック音を聞きながら演奏していた曲は半分くらいであった。第1次-2次ワールド・ツアー時の「コズミック・サーフィン」や「ソリッド・ステイト・サヴァイヴァー」、「ラジオ・ジャンク」、「デイ・トリッパー」、「中国女」等は、後の高橋のコメント[34]などから、普通のバンドのようにドラムに合わせて演奏していたと推察される。しかし、メンバーは機器トラブルでシーケンサを使用できなかった場合があることを認めている。ライヴにおいてどの曲目がシーケンサーを最初から使用しなかったのかは、グリークシアター公演の「コズミック・サーフィン」以外は明らかにされていない。
- シーケンサーに1曲のデータをロードするのに1曲分の時間がかかっていた。当初シーケンサーを使う曲の次にはクリック音を使わない曲を配置し、シーケンサー未使用曲を演奏している間に次の曲のデータをロードする工夫をしていた。
- 第2回ワールドツアーからは、モーグ・III-CのほかE-MUのモジュラーシステムも登場し、予備機を含め3台のMC-8を導入して、シーケンサーを使用した演奏を続けて行うことができるようになった（交互交互の自動演奏では2台のMC-8で充分だが、松武は1台のMC-8を演奏中、2台のMC-8で次曲の同じデータを同時にロードし、ロードエラーに備えていた）。この当時ソニーのカセットデンスケをデータ・ストア（記憶装置）として利用していた[35]。
- 初期のシーケンサー・MC-8は熱に弱く、ライヴ演奏中にデータが全て失われたりするなどのトラブルが多かった。そういうケースに遭遇した場合、曲順を変更したり、当時のギター担当であった渡辺香津美がその場でカッティング演奏を行い、メンバーもそれに合わせて演奏して臨機応変に対応していた[footnote 8]。こういう状況であわてふためくことがないのはYMOメンバーとサポートメンバーに高度な演奏技術があったことを示している。しかしメンバーへの精神的負担は大きく、細野は年月が経ってからも「ステージに立っても演奏できない」という夢を見るほどだったという。
- 初の衛星中継となった1980年11月のロサンゼルスでのライヴでは、最初の「ライオット・イン・ラゴス」で松武が機材のスイッチを入れる順序を間違えたため、クリック音がMC-8の演奏と16分音符1個分ずれて送出されてしまい、高橋が後方の松武に向かって首を横に振るシーンが見られる。この時は、MC-8演奏のパートをイントロの8小節演奏後辺りでカットして、クリックのみで演奏を行っていた。シーケンス自体は止めていないので、間奏後のBパート部分で小出しに音を出していた。
- 散開ライヴでは坂本が曲の始まる2小節前から体をリズムに合わせ始めるシーンが見られ、クリック音に演奏を同期させる様子が分かる（この時は全てMTR）。

## 影響

### 音楽
1990年代以降に活躍する日本人ミュージシャンの中に、YMOの音楽に影響を受けたと自称するミュージシャンが数多く現れた。彼らは「YMOチルドレン世代」と呼ばれることがある。
- 浅倉大介
自分の頭の中で"こうしたい"という音が、僕にとっては生楽器ではなかったんですね。その時にYMOを耳にして「これだ！」と。それから、すぐに思いを形にするべく小型のアナログシンセ (Roland SH-101) を手に入れて。最初のシンセとの出会いですね。
- 槇原敬之
坂本龍一がパーソナリティを務めた『サウンドストリート』(NHK-FM) のデモテープコーナーに自作曲を送り、坂本に高く評価される。
- 宮沢和史 (THE BOOM)
父親と「電子音楽は音楽なのか」論争になった旨がミニアルバム『D.E.M.O.』内に記されている。
- 高野寛
高橋幸宏と鈴木慶一（ムーンライダーズ）によって設立された「T・E・N・T」レーベル（ポニーキャニオン）のオーディションがきっかけでデビュー。後にギタリストとして、ビートニクスや坂本龍一、HASのライブに参加している。
- テイ・トウワ
元ディー・ライト。槇原敬之と同様、『サウンドストリート』のデモテープコーナーに自作曲を送り、坂本に高く評価される。一時は坂本のプライベートレーベル「güt」レーベル（フォーライフ・レコード）に在籍し、坂本のアルバム『スウィート・リヴェンジ』の録音に参加したり、坂本と共にダウンタウンの変名ユニットゲイシャガールズをプロデュースした。
- 電気グルーヴ
  - 石野卓球
小学生時代、祖母から買ってもらった『ソリッド・ステイト・サヴァイヴァー』のカセットテープから大きな衝撃を受け、その後ミュージシャンとなるきっかけを作る。あまりに毎日聴き過ぎたため、母親から『イエローマジック禁止令』を出され、テープを隠されてしまったほどであったという。
  - 砂原良徳（元メンバー）
熱狂的ファンとして知られている。その熱狂ぶりは『カルトQ』のYMO大会で優勝、YMOカルトキングの称号を得てしまったほどである。砂原良徳の該当記事（逸話）も参照のこと。
- デペッシュ・モード
無名時代のデペッシュ・モードが、イエロー・マジック・オーケストラの追っかけをしており、イギリスの公演の時に何回も楽屋に押しかけて来て、しつこいくらいにあれこれ訊いてきたと、高橋幸宏が語った[37]。
- 大槻ケンヂ
現在のハードロック志向の音楽性から一見関連性は薄いように思われがちだが、かつて自身のユニット・空手バカボンでYMOの「ライディーン」の替え歌（「来たるべき世界」）がレパートリーとしてあったり、インタビューや著作等での発言から、その影響は多大なものであったことが窺える。筋肉少女帯「仏陀L」のジャケットは『増殖』のパロディであると自著「リンダリンダラバーソウル」で語っている。
- ケン・イシイ
YMO散開直前に作品に触れ、彼がエレクトロミュージックに興味を持つきっかけとなった、とインタビューで答えている。
- 今井寿 (BUCK-TICK)
学生時代に影響を受ける。当初はシンセサイザーをやりたかったが、当時は機材が高価過ぎてとても手が出ず、仕方なくギターにしたという。また、自らがボーカルとギターを務めるバンド・Lucyでは、ライブで「NICE AGE」のカバーも披露。
- 宇多丸 (RHYMESTER)
中学生時代は熱心なファンであった。RHYMESTERの楽曲「20世紀」にて「磁世紀」をサンプリングした。
- SUGIZO (LUNA SEA, X JAPAN)
- TECHNOBOYS PULCRAFT GREEN-FUND[38]
- 吉田拓郎
「坂崎幸之助と吉田拓郎のオールナイトニッポンGOLD」内でYMOの影響を受けて打ち込みを始めたと発言している。
- 星野源
20歳の時に「Mad Pierrot」を聴き影響を受け、2017年の「Live Tour “Continues”」で同楽曲を演奏した他、制作楽曲にも影響が見られる[39]。星野は、自身の楽曲のジャンルを「イエローミュージック」と称している。2019年1月にNHK総合テレビジョンで放映された「細野晴臣イエローマジックショー2では、YMOメンバーとの共演が実現。「FIRECRACKER」を演奏した（星野はマリンバを担当）。
- ジェニファー・ロペスのシングル「I'm real」はファイアークラッカーをサンプリングし、全米ナンバーワンを獲得した。
- 初音ミクのイメージアルバム『Hatsune Miku Orchestra』にて、YMOの各楽曲がカヴァーされている。ジャケットは、アルバム『イエロー・マジック・オーケストラ (US版)』のパロディ。
- 「ひだまりスケッチ×365」のアルバム『ひだまりラジオ×365 特別編 〜いぇすっ! アスミス!!〜』のジャケットは、アルバム『ソリッド・ステイト・サヴァイヴァー』のパロディ。
- 「まりあ†ほりっく」のエンディングでは天の妃少女合唱団によって「君に、胸キュン。」がカバーされている。また、このシングルCDのジャケットは同曲のシングル盤ジャケットのパロディ。

### 音楽以外
- ゲームクリエイター飯野賢治は「坂本からは思想を、高橋からはファッションを、細野からは音楽を学んだ。」という意味のことを自著『ゲーム』に記している。
- 漫画「ディスコミュニケーション」- 作者の植芝理一がYMOファンであり、主人公にYMOの曲を演奏させたり、扉絵では同漫画のキャラクターでトランス・アトランティック・ツアーのメンバーを表現したり、主人公にFROM TOKIO TO TOKYOのユニフォームを着せるなど数多くのYMOネタが見られる。
- シャフト制作で新房昭之監督のアニメにはYMOのパロディなどが多い。
- 「さよなら絶望先生」の劇中にて顔に「坂本」「高橋」「細野」と書かれた明らかにYMOの三人を意識したパロディなどが登場している。
- 漫画「すすめ!!パイレーツ」作者の江口寿史 が80年ニューウェイブ好きだったため、YMOメンバーが作品に登場している。他にはDEVO等も登場。
- 漫画「はるみねーしょん」のキャラクターの名前が、YMOのメンバーの名前と酷似している。
- 精神科医の香山リカもYMOに影響を受けたことを雑誌にて公言しており、NHK-FMでYMO特集番組「とことんYMOとその界隈」を弟の中塚圭骸と共に、ラジオパーソナリティを務めたことがある。
- ガクエン情報部H・I・Pにて、「デビッド・サカモト」という明らかに坂本をモデルとしたキャラが登場。
- 田中雄二（編集者）- カルトQ（フジテレビ）の「YMOカルトQ」の構成、東芝EMI時代のYMO再発全タイトルのライナーノーツ監修なども務めた。「電子音楽in Japan」「電子音楽 in the (lost) world」（アスペクト）を編著。
- ゲーム「SEEK2 -SADISTIC BABYLON-」の登場人物の名前はYMOメンバーに由来。

- 塙宣之(漫才コンビナイツ、漫才協会会長) - 塙はYMO結成の1978年生まれなので後追いのファン。学生時代『電気グルーヴのオールナイトニッポン』を聞いていて電気グルーヴが影響を受けたYMOに興味を抱いて、たまたま一番上の兄がYMOのアルバムを持っていたので聞いてみたらドはまりした。YMOの楽曲の一定のリズムが続き、途中で不協和音みたいな音が入るパターンに影響を受けて塙が小ボケを連発し続け、所々で土屋伸之が突っ込む漫才スタイルが考え出された。

## ライヴサポートメンバー
メンバーは基本的に前述した3人だが、他の「サポートメンバー」が参加することもあった。
ここでの「初期」とは、第1回ワールドツアー（ライヴ様式での区分け上、グリークシアターのチューブス前座も第1回ワールドツアーに含む）以前のライヴを指す。
- 矢野顕子 / キーボード&バック・ヴォーカル（第1回ワールドツアー、第2回ワールドツアー）
矢野自身の曲「在広東少年」ではメインヴォーカルを務める。ワールドツアーでは通訳や現地メディアに応対する役割も果たした。1979年の自身のライヴにはYMOの3人がゲストとして参加。その際には矢野が作詞した「東風」を披露している。第1回ワールドツアー時は娘の坂本美雨を妊娠していた。
- 渡辺香津美 / ギター（初期 - 第1回ワールドツアー）
紀伊國屋ホールのライヴでは自身のバンドのメンバーが参加した。
- 鮎川誠 / ギター（初期、テクノポリス2000-20、1980年4月5日、4月9日〜15日、写楽祭）
シーナ&ザ・ロケッツのメンバー。1978年12月に東京、六本木のライブハウス「ピットイン」で行われたライヴにも参加。DEVO、ローリング・ストーンズ両ヴァージョンのカバー「サティスファクション」の演奏ではメイン・ヴォーカルを務めた。また、第1回ワールドツアー後の1979年12月19日中野サンプラザ公演や第2回ワールドツアー後の日本武道館公演の前座はシーナ&ザ・ロケッツが行った。2023年1月29日死去（74歳）。
- 風間幹也 / パーカッション（1978年12月10日 紀伊国屋ホール）
- 松本弘 / キーボード（1978年12月10日 紀伊国屋ホール)
風間、松本ともに渡辺香津美のバンドのメンバーである。
- 大村憲司 / ギター&バック・ヴォーカル（テクノポリス2000-20、写楽祭、第2回ワールドツアー）
第2回ワールドツアーでは自身の曲「MAPS」のメインヴォーカルを務めた。テクノポリス2000-20は、感冒性内耳炎になったため一時的にメンバーから外れたが、復帰時には鮎川誠とのダブルギターを披露（写楽祭でも鮎川とのダブルギターを披露している）。1998年11月18日死去（49歳没）。
- 松武秀樹 / プログラミング・SE（初期 - ウィンター・ライヴ1981）
表にあまり出ず、いわゆる黒子的な存在ではあったが、電子楽器に関する技術的なアドヴァイスをYMOに提供し、シーケンシングを担当し、またYMOのほとんどの電子楽器類を自分の会社からリースするなど、YMOが一大旋風を巻き起こしていた時期に非常に重要な役割を果たしていた。「YMOの第4のメンバー」や「4人目のYMO」などと呼ばれることがある[40]。
- 矢野誠 / キーボード（初期）
上述の矢野顕子（旧姓：鈴木）の配偶者（のちに離婚）。FM東京の「サウンドカーニバル」公開録音（東京郵便貯金会館公演）のMCで「天野誠」と読み間違えられていた。
- 林立夫 / パーカッション（1978・東京郵便貯金会館でのライヴのみ参加）
細野晴臣のバンド、ティン・パン・アレーのドラマー。
- 橋本一子 / キーボード&バック・ヴォーカル（テクノポリス2000-20）
矢野顕子産休のため。
- 藤本敦夫 / ギター&バック・ヴォーカル（テクノポリス2000-20、1980年4月4日、4月5日、4月7日）
- 藤井丈司 / ギター（テクノポリス2000-20、1980年4月1日）
当時の本業はYMOの所属事務所であったヨロシタ・ミュージックのスタッフで、本来は、ドラマー兼プログラマー。急遽登板することになったが渡辺・大村とは異なり、簡単なコードしか弾けなかったため、坂本がソロパートを増やすことで対処した。
- 立花ハジメ / サックス（ウィンター・ライヴ1981 東京、新宿のディスコ「ツバキハウス」でのライヴのみ参加）
- 梅林茂 / ギター（ウィンター・ライヴ1981 東京、新宿のディスコ「ツバキハウス」でのライヴのみ参加）
- デヴィッド・パーマー / ドラム（散開ライヴ）
高橋の要請により参加したが、当時所属していたABCのスケジュールと重なってしまったため、ABCを脱退して参加した。
- GOH HOTODA / プログラミング・SE（1993・再生ライヴ）
- クリスチャン・フェネス / ギター・エレクトロニクス（2008・ロンドン&ヒホン、2011・WORLD HAPPINESS: FUJI ROCK FESTIVAL）
- 小山田圭吾 / ギター（2009&2010&2011・WORLD HAPPINESS、2011・FUJI ROCK FESTIVAL）
- 高田漣 / スティール・ギター（2008・ロンドン&ヒホン、2009&2010・WORLD HAPPINESS）
- 権藤知彦 / ユーフォニアム・フリューゲルホルン・コンピュータオペレーティング（2008・ロンドン&ヒホン、2009&2010&2011・WORLD HAPPINESS、2011・FUJI ROCK FESTIVAL）
権藤はHAS以降、長期にわたってコンピュータオペレーティングを担当している。

レコーディング参加メンバーは、各アルバムの項を参照。

## 作品
以下は「イエロー・マジック・オーケストラ」もしくは「YMO」名義のもので、「HASYMO」名義のものは除いている。

### シングル
|      | 発売日         | タイトル                                       | レーベル              | 規格                   | 規格品番  | 順位 | 収録アルバム                       |
| ---- | -------------- | ---------------------------------------------- | --------------------- | ---------------------- | --------- | ---- | ---------------------------------- |
| 1st  | 1979年10月25日 | テクノポリス (TECHNOPOLIS)                     | アルファレコード      | 7インチ                | ALR-1016  | 9位  | ソリッド・ステイト・サヴァイヴァー |
| 2nd  | 1980年6月21日  | ライディーン (RYDEEN)                          | アルファレコード      | 7インチ                | ALR-701   | 15位 | ソリッド・ステイト・サヴァイヴァー |
| 3rd  | 1980年12月20日 | タイトゥン・アップ (TIGHTEN UP)                | アルファレコード      | 7インチ                | ALR-725   | 43位 | 増殖                               |
| 4th  | 1981年4月21日  | キュー (CUE)                                   | アルファレコード      | 7インチ                | ALR-731   | -    | BGM                                |
| 5th  | 1981年9月5日   | マス (MASS)                                    | アルファレコード      | 7インチ                | ALR-742   | -    | BGM                                |
| 6th  | 1982年2月21日  | 体操 (Taiso)                                   | アルファレコード      | 7インチ                | ALR-751   | -    | テクノデリック                     |
| 7th  | 1983年3月25日  | 君に、胸キュン。                               | アルファレコード／YEN | 7インチ                | YLR-704   | 2位  | 浮気なぼくら                       |
| 8th  | 1983年7月27日  | 過激な淑女                                     | アルファレコード／YEN | 7インチ                | YLR-707   | 15位 | アルバム未収録                     |
| 9th  | 1983年9月28日  | 以心電信 (YOU'VE GOT TO HELP YOURSELF)         | アルファレコード／YEN | 7インチ                | YLR-709   | 23位 | サーヴィス                         |
| 10th | 1993年4月28日  | ポケットが虹でいっぱい (Pocketful of Rainbows) | 東芝EMI／EASTWORLD    | 8センチCD              | TODT-3040 | 13位 | テクノドン                         |
| 11th | 1993年8月25日  | ビー・ア・スーパーマン (BE A SUPERMAN)         | 東芝EMI／EASTWORLD    | 8センチCD              | TODT-3095 | 76位 | テクノドン                         |
| 12th | 2007年2月3日   | RYDEEN 79/07                                   | commmons              | デジタル・ダウンロード | -         | 1位  | アルバム未収録                     |
| 13th | 2012年8月1日   | Fire Bird                                      | commmons              | デジタル・ダウンロード | -         | -    | アルバム未収録                     |

### オリジナル・アルバム
|     | 発売日                      | タイトル                                                         | レーベル                     | 規格        | 規格品番                        | 順位 |
| --- | --------------------------- | ---------------------------------------------------------------- | ---------------------------- | ----------- | ------------------------------- | ---- |
| 1st | 1978年11月25日              | イエロー・マジック・オーケストラ (YELLOW MAGIC ORCHESTRA)        | アルファレコード             | LP CT       | ALR-6012 ALC-1511               | 69位 |
| -   | 1979年5月30日 1979年7月25日 | イエロー・マジック・オーケストラ (US版) (YELLOW MAGIC ORCHESTRA) | A&Mレコード アルファレコード | LP CT       | SP736 LP: ALR-6020 CT: ALC-1533 | 20位 |
| 2nd | 1979年9月25日               | ソリッド・ステイト・サヴァイヴァー (SOLID STATE SURVIVOR)        | アルファレコード             | LP CT       | ALR-6022 ALC-1519               | 1位  |
| 3rd | 1980年6月5日                | 増殖 (X∞MULTIPLIES)                                              | アルファレコード             | 10インチ CT | YMO-1 ALC-22001                 | 1位  |
| 4th | 1981年3月21日               | BGM                                                              | アルファレコード             | LP CT       | ALR-28015 ALC-28014             | 2位  |
| 5th | 1981年11月21日              | テクノデリック (TECHNODELIC)                                     | アルファレコード             | LP CT       | ALR-28030 ALC-28029             | 4位  |
| 6th | 1983年5月24日               | 浮気なぼくら (NAUGHTY BOYS)                                      | アルファレコード／YEN        | LP CT       | YLR-28008 YLC-28008             | 1位  |
| 7th | 1983年12月14日              | サーヴィス (SERVICE)                                             | アルファレコード／YEN        | LP CT       | YLR-28013 YLC-28011             | 5位  |
| 8th | 1993年5月26日               | テクノドン (TECHNODON)                                           | 東芝EMI／EASTWORLD           | CD          | TOCT-8010                       | 2位  |

### ライヴ・アルバム
|      | 発売日         | タイトル                                                           | レーベル                  | 規格           | 規格品番              | 順位 |
| ---- | -------------- | ------------------------------------------------------------------ | ------------------------- | -------------- | --------------------- | ---- |
| 1st  | 1980年2月21日  | パブリック・プレッシャー／公的抑圧 (PUBLIC PRESSURE)               | アルファレコード          | LP CT          | ALR-6033 ALC-1530     | 1位  |
| 2nd  | 1984年2月22日  | アフター・サーヴィス (AFTER SERVICE)                               | アルファレコード／YEN     | LP（2枚組） CT | YLR-40001/2 YLC-40001 | 2位  |
| 3rd  | 1991年5月21日  | フェイカー・ホリック (FAKER HOLIC YMO WORLD TOUR LIVE)             | アルファレコード          | CD（2枚組）    | ALCA-137/8            | 50位 |
| 4th  | 1992年11月21日 | コンプリート・サーヴィス (COMPLETE SERVICE)                        | アルファレコード          | CD（2枚組）    | ALCA-421/2            | -    |
| 5th  | 1993年8月25日  | テクノドン・ライヴ (TECHNODON LIVE)                                | 東芝EMI／イーストワールド | CD             | TOCT-8090             | 12位 |
| 6th  | 1993年11月21日 | ライヴ・アット・武道館1980 (LIVE AT BUDOKAN 1980)                  | アルファレコード          | CD             | ALCA-543              | 87位 |
| 7th  | 1993年12月21日 | ライヴ・アット・紀伊国屋ホール1978 (LIVE AT KINOKUNI-YA HALL 1978) | アルファレコード          | CD             | ALCA-9052             | 55位 |
| 8th  | 1995年11月22日 | ウィンター・ライヴ1981 (WINTER LIVE 1981)                          | アルファミュージック      | CD             | ALCA-5055             | -    |
| 9th  | 1996年5月22日  | ワールド・ツアー1980 (WORLD TOUR 1980)                             | アルファミュージック      | CD（2枚組）    | ALCA-5065/6           | 59位 |
| 10th | 1997年3月26日  | ライヴ・アット・グリークシアター1979 (LIVE AT GREEK THEATER 1979)  | アルファミュージック      | CD             | ALCA-5150             | -    |
| 11th | 2008年12月10日 | LONDONYMO -YELLOW MAGIC ORCHESTRA LIVE IN LONDON 15/6 08           | commmons                  | CD（2枚組）    | RZCM-46100            | 76位 |
| 12th | 2008年12月10日 | GIJÓNYMO -YELLOW MAGIC ORCHESTRA LIVE IN GIJÓN 19/6 08-            | commmons                  | CD（2枚組）    | RZCM-46102            | 89位 |
| 13th | 2015年8月5日   | NO NUKES 2012                                                      | commmons                  | CD             | RZCM-59939            |      |

### リミックス・アルバム
|      | 発売日         | タイトル                                                                                             | レーベル                           | 規格           | 規格品番                | 順位 | 備考                                         |
| ---- | -------------- | --- | ---------------------------------- | -------------- | ----------------------- | ---- | -------------------------------------------- |
| 1st  | 1983年7月27日  | 浮気なぼくら (インストゥルメンタル) (NAUGHTY BOYS (INSTRUMENTAL))                                    | アルファレコード／YEN              | LP CT          | YLR-20002 YLC-20002     | 18位 |                                              |
| 2nd  | 1986年3月25日  | Y.M.O. MEGA MIX                                                                                      | アルファレコード                   | LP             | ALR-18002               | -    |                                              |
| 3rd  | 1990年9月25日  | YMO・イン・ザ・ナインティーズ・ピート・ロリマー・リミックス (YMO IN THE '90S THE PETE LORIMER REMIX) | アルファレコード                   | CD             | ALCA-81                 | 87位 |                                              |
| 4th  | 1992年6月21日  | ハイテック・ノークライム (HI-TECH / NO CRIME)                                                        | アルファレコード／SPIN             | CD             | ALCA-323                | 80位 |                                              |
| 5th  | 1992年12月16日 | NEO TECHNOPOLIS……繁殖                                                                                | avex trax                          | CD             | AVCD-11093              | -    |                                              |
| 6th  | 1993年3月21日  | RAVE TECHNOPOLIS TOKYO / MEGA RAVE PROJECT                                                           | Sony Records                       | CD             | SRCL2581                | -    |                                              |
| 7th  | 1993年4月21日  | YMO versus THE HUMAN LEAGUE                                                                          | アルファレコード                   | CD             | ALCA-475                | -    | ヒューマン・リーグによるリミックス           |
| 8th  | 1993年6月9日   | TECHNODON REMIXES I                                                                                  | 東芝EMI／EASTWORLD                 | CD             | TOCT-8050               | 18位 |                                              |
| 9th  | 1993年7月14日  | TECHNODON REMIXES II                                                                                 | 東芝EMI／EASTWORLD                 | CD             | TOCT-8070               | 18位 |                                              |
| 10th | 1993年9月21日  | YMO HI-TECH / U.S.CRIME                                                                              | アルファレコード                   | CD             | ALCA-527                | -    | HI-TECH / NO CRIMEの海外リリースヴァージョン |
| 11th | 1993年10月21日 | WHO'S YMO                                                                                            | アルファレコード                   | CD             | ALCA-533                | -    | 邦楽ミュージシャンによるリミックス集         |
| 12th | 1995年10月25日 | EURO-DON                                                                                             | cutting edge                       | CD             | CTCC-52003              | -    |                                              |
| 13th | 2000年11月22日 | YMO REMIXES TECHNOPOLIS 2000-00                                                                      | ビクターエンタテインメント         | LP（2枚組） CD | VIJL-60073/4 VICL-60653 | 52位 |                                              |
| 14th | 1999年11月3日  | YMO REMIXES TECHNOPOLIS 2000-01                                                                      | ビクターエンタテインメント         | LP（2枚組） CD | VIJL-60045/6 VICL-60483 | 25位 |                                              |
| 15th | 2001年4月4日   | Junior's Magic Orchestra                                                                             | front line records                 | CD             | KMCT-7006               | -    |                                              |
| 16th | 2001年4月25日  | J.M.O. AFTER SERVICE-non stop mix-                                                                   | front line records                 | CD             | KMCT-7007               | -    |                                              |
| 17th | 2005年3月24日  | YMO-REMIXES 99-00 THE BEST                                                                           | ビクターエンタテインメント／Victor | CD             | VICL-61599              | -    |                                              |
| 18th | 2009年3月25日  | YMO REMIXES 99-00 THE BEST COMPLETE EDITION                                                          | ビクターエンタテインメント／Victor | CD             | VICL-63289              | -    |                                              |

### ベスト・アルバム
|      | 発売日                      | タイトル                                        | レーベル                                | 規格                      | 規格品番                     | 順位 | 備考                                           |
| ---- | --------------------------- | ----------------------------------------------- | --------------------------------------- | ------------------------- | ---------------------------- | ---- | ---------------------------------------------- |
| 1st  | 1982年10月                  | YMO ベスト・セレクション                        | アルファレコード                        | CT                        | ALC-30001                    | -    | カーステレオ向けベストアルバム                 |
| 2nd  | 1984年12月21日              | シールド (SEALED)                               | アルファレコード                        | LP（4枚組） CT（4本組）   | YLR-80001/4 YLC-80001/4      | -    | 散開記念ベストアルバム                         |
| 3rd  | 1987年11月28日              | Y.M.O.ヒストリー                                | アルファレコード                        | CD（2枚組）               | 50XA-191/2                   | -    |                                                |
| 4th  | 1991年 1992年 1992年7月21日 | キョーレツナリズム (KYORETSU NA RHYTHM)         | レストレスレコード アルファレコード     | CD                        | 7 72574-2 LS 9189 2 ALCA-331 | 61位 | 海外でリマスタリングされた音源を使用したベスト |
| 5th  | 1997年8月27日               | スーパー・ベスト・オブ・YMO (SUPER BEST OF YMO) | アルファミュージック                    | CD                        | ALCA-5199/200                | -    |                                                |
| 6th  | 1998年8月29日               | We Love YMO                                     | アルファミュージック                    | CD                        | ALCA-5246                    | -    | オリコンとのタイアップベスト                   |
| 7th  | 1999年9月22日               | YMO GO HOME!                                    | 東芝EMI／イーストワールド               | CD（2枚組）               | TOCT-24231/2                 | 6位  | 細野プロデュースベスト                         |
| 8th  | 2000年4月26日               | ONE MORE YMO                                    | 東芝EMI／イーストワールド               | CD                        | TOCT-24315                   | 23位 | 高橋プロデュース ライブベスト                  |
| 9th  | 2003年8月6日                | UC YMO                                          | ソニー・ミュージックダイレクト／GTmusic | CD（2枚組） SACD（2枚組） | MHCL-295/6 MHGL-1/2          | 14位 | 坂本プロデュースベスト                         |
| 10th | 2011年6月15日               | YMO                                             | ソニー・ミュージックダイレクト／GTmusic | CD                        | MHCL-20123                   | 30位 | メンバープロデュースベスト                     |

### コンピレーション・アルバム
|     | 発売日                     | タイトル                                                | レーベル                                | 規格            | 規格品番           | 順位      | 備考                                                |
| --- | -------------------------- | ------------------------------------------------------- | --------------------------------------- | --------------- | ------------------ | --------- | --------------------------------------------------- |
| 1st | 1980年7月29日 1980年9月5日 | X∞Multiplies                                            | A&Mレコード アルファレコード            | LP              | SP4813 ALR-28004   | 177位 7位 | 海外では2ndアルバムとして発売した物を逆輸入して販売 |
| 2nd | 1995年12月13日             | オーヴァー・シーズ・コレクション (OVER SEAS COLLECTION) | アルファミュージック                    | CD（2枚組）     | ALCA-5056/7        | 98位      | 海外向けシングル集                                  |
| 3rd | 2018年10月17日             | NEUE TANZ                                               | ソニー・ミュージックダイレクト／GTmusic | LP Blu-spec CD2 | MHJL-49 MHCL-30538 | 8位       | 結成40周年記念コンピレーション                      |

### ボックス・セット
|     | 発売日         | タイトル                                                 | レーベル                                             | 規格                             | 規格品番          | 順位 | 備考 |
| --- | -------------- | -------------------------------------------------------- | ---------------------------------------------------- | -------------------------------- | ----------------- | ---- | --- |
| 1st | 1992年8月21日  | テクノ・バイブル (TECHNO BIBLE)                          | アルファレコード                                     | CD（5枚組）                      | ALCA-371/4,H12-19 | 10位 | 限定1万セット |
| 2nd | 1993年7月21日  | YMO ANALOG SINGLE BOX                                    | アルファレコード                                     | 7インチ（9枚組）                 | ALKA-1/9          | -    | アナログシングル集 |
| 3rd | 1993年9月21日  | CUBIC - YMO CD Single BOX                                | アルファレコード                                     | 8センチCD（10枚組）              | ALDA-91/100       | -    | CDシングル集 |
| 4th | 1994年1月21日  | YMO LP BOX                                               | アルファレコード                                     | LP（14枚組）                     | ALJA-1/13         | -    | |
| 5th | 1994年3月23日  | TECHNODON BOX                                            | 東芝EMI／EASTWORLD                                   | CD（4枚組）                      | TOCT-8326/9       | -    | YMO（ノットワイエムオー）名義で発売した4枚のアルバムをまとめた物                                                         |
| 6th | 2005年3月24日  | L-R TRAX Live&Rare Tracks                                | ソニー・ミュージックダイレクト／GTmusic              | CD（8枚組）                      | MHCL-501/8        | -    | ライブアルバム集 |
| 7th | 2008年12月10日 | EUYMO -YELLOW MAGIC ORCHESTRA LIVE IN LONDON+GIJON 2008- | commmons                                             | CD（4枚組）+Tシャツ              | RZCM-46096X       | 85位 | HASYMO名義で行われた2つのライヴ音源とTシャツの限定BOX                                                                    |
| 8th | 2025年4月30日  | YMO 1979 TRANS ATLANTIC TOUR LIVE ANTHOLOGY              | ソニー・ミュージックダイレクト／アルファミュージック | CD（5枚組）+Blu-ray+ブックレット | MHCL-3131/6       | TBA  | 初の海外公演である『トランス・アトランティック・ツアー』のロサンゼルス、ロンドン、パリ、ニューヨークの模様を収録した作品 |

### トリビュート・アルバム
|     | 発売日        | タイトル                        | レーベル                       | 規格 | 規格品番  | 順位 | 備考 |
| --- | ------------- | ------------------------------- | ------------------------------ | ---- | --------- | ---- | ---- |
| 1st | 2002年9月25日 | A MUSICAL TRIBUTE YMO TRANCE    | ユニバーサルミュージック       | CD   | UPCH1190  | -    |      |
| 2nd | 2004年9月8日  | TRIBUTE TO YMO                  | ミュージックマインID           | CD   | IDCA1018  | -    |      |
| 3rd | 2005年8月24日 | A MUSICAL TRIBUTE YMO EN-TRANCE | サイトロン・デジタルコンテンツ | CD   | SCDC00456 | -    |      |
| 4th | 2011年9月1日  | YMO REWAKE                      | electric sheep                 | CD   | ELSP-2    | -    |      |
| 5th | 2011年9月7日  | ウクレレ・YMOとその周辺         | OCTAVE                         | CD   | OTCD-2317 | -    |      |

### カバー・アルバム
|      | 発売日         | アーティスト                                       | タイトル                                   | レーベル                         | 規格 | 規格品番   | 順位 | 備考 |
| ---- | -------------- | -------------------------------------------------- | ------------------------------------------ | -------------------------------- | ---- | ---------- | ---- | --- |
| 1st  | 1993年5月21日  | カバの会                                           | YMOのカバ                                  | アルファレコード                 | CD   | ALCA-489   | -    | 桑原茂一プロデュース                                                                                            |
| 2nd  | 1993年10月21日 | カバの会                                           | 続YMOのカバ                                | アルファレコード                 | CD   | ALCA-532   | -    | |
| 3rd  | 1998年2月25日  | COSMIC VILLAGE                                     | NICE AGE                                   | アルファミュージック             | CD   | ALCA-5227  | -    | |
| 4th  | 1998年2月25日  | METAL SERVICE                                      | YELLOW METAL ORCHESTRA                     | アルファミュージック             | CD   | ALCA-5228  | -    | |
| 5th  | 1998年12月16日 | YMO & 爆笑問題、長井秀和                           | 増長                                       | アルファミュージック             | CD   | ALCA-5250  | -    | YMOの結成20周年企画盤。桑原茂一プロデュース、収録曲はほぼ同一で、コント部分を爆笑問題と長井秀和に変えたアルバム |
| 6th  | 2000年4月25日  | Yセツ王（齋藤久師 (ex.GULT DEP, 8bit Project)）    | ERO MAGIC ORCHESTRA                        | P-VINE RECORDS                   | CD   | PCD-5808   | -    | |
| 7th  | 2001年3月22日  | 内海源太                                           | Rydeen Electone                            | スーパースター                   | CD   | EGCH-10005 | -    | |
| 8th  | 2001年3月25日  | Yセツ王                                            | PUBLIC PUSSY／公的膣圧                     | P-VINE RECORDS                   | CD   | PCD-5815   | -    | |
| 9th  | 2005年1月26日  | といぼっくす                                       | Acoustic YMO                               | WAVE MASTER                      | CD   | WWCA31066  | -    | |
| 10th | 2006年6月20日  | セニョール・ココナッツ・アンド・ヒズ・オーケストラ | YELLOW FEVER!                              | Third Ear                        | CD   | XECX1051   | -    | |
| 11th | 2008年2月20日  | anonymass                                          | anonymoss                                  | ミディ                           | CD   | MDCL1485   | -    | |
| 12th | 2009年8月26日  | HMOとかの中の人。(PAw Laboratory)                  | Hatsune Miku Orchestra                     | JOINT RECORDS / Third-Ear        | CD   | XECJ1005   | -    | |
| 13th | 2009年11月11日 | minimums                                           | YMO vs. minimums                           | Banyan Records                   | CD   | XQHX1003   | -    | |
| 14th | 2011年1月26日  | ENOLA QUINTET                                      | ENOLA QUINTET plays Yellow Magic Orchestra | ブルーリムレーベル               | CD   | XQJU1001   | -    | |
| 15th | 2012年12月19日 | HMOとかの中の人。(PAw Laboratory)                  | 増殖気味 X≒MULTIPLIES                      | U/M/A/A Inc.                     | CD   | UMA9009    | -    | |
| 16th | 2013年3月13日  | ENOLA QUINTET                                      | Yellow Magic Orchestra JAZZ COVERS         | 徳間ジャパンコミュニケーションズ | CD   | TKCA-73883 | -    | |

### 映像作品
|      | 発売日         | タイトル                                                           | レーベル                   | 規格         | 規格品番                      | 順位 | 備考                                                                                           |
| ---- | -------------- | ------------------------------------------------------------------ | -------------------------- | ------------ | ----------------------------- | ---- | ---------------------------------------------------------------------------------------------- |
| 1st  | 1982年12月5日  | YELLOW MAGIC ORCHESTRA                                             | ビクター                   | VHS          | CSM 808                       | -    | ライブ・ビデオ                                                                                 |
| 2nd  | 1983年2月5日   | COMPUTER GAME                                                      | ビクター                   | VHS          | CSM 809                       | -    | ミュージック・ビデオ集                                                                         |
| 3rd  | 1983年4月21日  | ウィンター・ライヴ'81 WINTER LIVE '81                              | CBS・ソニー                | VHS          | 96ZM-26                       | -    | ライブ・ビデオ                                                                                 |
| 4th  | 1984年4月25日  | A Y.M.O. FILM PROPAGANDA                                           | ポニーキャニオン           | VHS β        | V148F8002 X148F8002           | -    | 同名映画ソフト化                                                                               |
| 5th  | 1992年8月21日  | ハラー (HURRAH)                                                    | アルファレコード           | VHS LD       | ALVA-83 ALLA-83               | -    | ライブ・ビデオ                                                                                 |
| 6th  | 1992年12月21日 | HI-TECH VIDEO CRIME                                                | アルファレコード           | VHS LD       | ALVA-87 ALLA-87               | -    | ミュージック・ビデオ                                                                           |
| 7th  | 1993年3月21日  | Y.M.O.伝説 1983散開コンサート at 武道館                            | アルファレコード           | VHS LD       | ALVA-91 ALLA-91               | -    | ライブ・ビデオ                                                                                 |
| 8th  | 1993年9月21日  | ライヴ・アット・武道館1980 (LIVE AT BUDOKAN 1980)                  | アルファレコード           | VHS LD       | ALVA-105 ALLA-105             | -    | ライブ・ビデオ                                                                                 |
| 9th  | 1993年12月1日  | テクノドン・イン・東京ドーム (TECHNODON IN TOKYO DOME)             | 東芝EMI                    | VHS LD       | TOVF-1179 TOLF-1178           | -    | ライブ・ビデオ                                                                                 |
| 10th | 1993年12月21日 | TV-YMO                                                             | アルファレコード           | VHS LD       | ALVA-9707 ALLA-9707           | -    | テレビ出演映像集                                                                               |
| 11th | 1998年8月25日  | YMO Giga Clips                                                     | 東芝デジタルフロンティア   | DVD          | BBBE-1007                     | -    | ミュージック・ビデオ、テレビ出演映像集                                                         |
| 12th | 1998年8月25日  | YMO Giga Live                                                      | 東芝デジタルフロンティア   | DVD          | BBBE-1008                     | -    | ライブ映像集                                                                                   |
| 13th | 1999年1月25日  | YMO Giga Capsule                                                   | 東芝デジタルフロンティア   | DVD          | BBBE-1026                     | -    | MP3音声、ライブ映像集                                                                          |
| 14th | 1999年9月22日  | コンプリート・ハラー (COMPLETE HURRAH)                             | 東芝EMI                    | VHS LD DVD   | TOVF-1320 TOLF-1320 TOBF-5025 | -    | ライブ・ビデオ                                                                                 |
| 15th | 1999年11月10日 | CLIPS HISTORY OF YMO                                               | 東芝EMI                    | VHS DVD      | TOVF-1329 TOBF-5026           | -    | ミュージック・ビデオ集                                                                         |
| 16th | 2000年4月26日  | 1979 トランス・アトランティック・ツアー (1979 TRANS ATRANTIC TOUR) | 東芝EMI                    | VHS DVD      | TOVF-1342 TOBF-5024           | 42位 | ライブ・ビデオ                                                                                 |
| 17th | 2003年1月22日  | Visual YMO : the Best                                              | ソニー・ミュージックハウス | DVD          | MHBL1                         | 13位 | ミュージック・ビデオ、テレビ、CF出演映像集。プロデュース・選曲・監修・副音声解説を高橋が担当。 |
| 18th | 2009年8月26日  | POSTYMO〜YELLOW MAGIC ORCHESTRA LIVE IN LONDON 2008+               | commmons                   | DVD（2枚組） | RZBM-46311/2                  | 26位 | ライブ・ビデオ                                                                                 |
| 19th | 2012年2月15日  | Live in San Francisco 2011                                         | commmons                   | DVD          | RZBM-46936                    | 15位 | ライブ・ビデオ                                                                                 |
| 20th | 2012年7月18日  | YMONHK                                                             | commmons                   | DVD          | RZBM-59112                    | 46位 |                                                                                                |

### ミュージック・ビデオ
| 年     | タイトル                    | 備考                                                                                          | 監督       |
| ------ | --------------------------- | --------------------------------------------------------------------------------------------- | ---------- |
| 1978年 | 東風                        | 最初はコンピューター・ゲーム “サーカスのテーマ”が途中まで流れ、フェードアウト後東風が始まる。 |            |
| 1979年 | COMPUTER GAME - FIRECRACKER |                                                                                               |            |
| 1979年 | テクノポリス                |                                                                                               |            |
| 1980年 | ライディーン                |                                                                                               |            |
| 1982年 | 体操                        |                                                                                               |            |
| 1983年 | 君に、胸キュン。            |                                                                                               | 立花ハジメ |

### 提供曲・編曲
| 歌手名              | 年     | タイトル                         | 作詞       | 作曲                             | 編曲                             | 収録作品                     | 備考 |
| ------------------- | ------ | -------------------------------- | ---------- | -------------------------------- | -------------------------------- | ---------------------------- | ---- |
| 近田春夫            | 1979年 | エレクトリック・ラブ・ストーリー | 楳図かずお | 近田春夫                         | イエロー・マジック・オーケストラ | アルバム『天然の美』         |      |
| 近田春夫            | 1979年 | 何故かアップ・サイド・ダウン     | 近田春夫   | 加瀬邦彦                         | イエロー・マジック・オーケストラ | アルバム『天然の美』         |      |
| 近田春夫            | 1979年 | ワン・シーン                     | 山口洋子   | 近田春夫                         | イエロー・マジック・オーケストラ | アルバム『天然の美』         |      |
| 近田春夫            | 1979年 | プシー・キャット・ラブ           | 近田春夫   | 筒美京平                         | イエロー・マジック・オーケストラ | アルバム『天然の美』         |      |
| 朝比奈マリア        | 1979年 | おんなともだち                   | 山川路夫   | 細野晴臣                         | イエロー・マジック・オーケストラ | アルバム『MARIA』            |      |
| シーナ&ザ・ロケッツ | 1980年 | 浮かびのピーチ・ガール           | 糸井重里   | イエロー・マジック・オーケストラ | イエロー・マジック・オーケストラ | アルバム『チャンネル・グー』 |      |
| 矢野顕子            | 1981年 | 春咲小紅                         | 糸井重里   | 矢野顕子                         | ymoymo                           | シングルA面                  |      |
| 小池玉緒            | 1983年 | 鏡の中の十月                     | 売野雅勇   | YMO                              | YMO                              | シングルA面                  |      |

### 参加作品
| 発売日         | 歌手名              | アルバムタイトル                                                                    | レーベル                       | 規格 | 規格品番   | 備考 |
| -------------- | ------------------- | ----------------------------------------------------------------------------------- | ------------------------------ | ---- | ---------- | --- |
| 1978年12月21日 | RAJIE               | LOVE HEART                                                                          | CBS・ソニー                    | LP   | 25AH 663   | 作詞、作曲、演奏 |
| 1979年4月25日  | 矢野顕子            | 東京は夜の7時                                                                       | フォノグラム                   | LP   | S-7081     | 演奏 |
| 1979年12月25日 | シーナ&ザ・ロケッツ | 真空パック                                                                          | アルファレコード               | LP   | ALR-6023   | YMOとして参加。第1回・第2回ワールドツアー等で発表されていた「RADIO JUNK」「ROCKET FACTORY」を収録。 |
| 1980年7月21日  | 大貫妙子            | ROMANTIQUE                                                                          | RCA／RVC                       | LP   | RVL-8049   | 編曲、演奏 |
| 1980年9月5日   | シーナ&ザ・ロケッツ | チャンネル・グー                                                                    | アルファレコード               | LP   | ALR-28005  | 細野晴臣＆高橋幸宏プロデュース。坂本龍一も参加したシーナ＆ロケッツの1980年リリース 3rdアルバム。「浮かびのピーチガール」はYMO作曲・編曲。 |
| 1980年10月1日  | 矢野顕子            | ごはんができたよ                                                                    | ジャパンレコード               | LP   | JAL-1001/2 | 「東風」のカバーのほか、第1回・第2回ワールドツアー等で発表されていた「在広東少年」を収録。 |
| 1981年2月21日  | スネークマンショー  | スネークマン・ショー                                                                | アルファレコード               | LP   | ALR-28009  | 「磁性紀-開け心-」を収録。 |
| 1981年2月21日  | 大村憲司            | 春がいっぱい                                                                        | アルファレコード               | LP   | ALR-28013  | 作曲、演奏。第2回ワールドツアー等で発表されていた「MAPS」を収録。 |
| 1981年5月1日   | 矢野顕子            | ただいま。                                                                          | ジャパンレコード               | LP   | JAL-7      | 作曲、編曲、演奏 |
| 1982年6月25日  | 矢野顕子            | 愛がなくちゃね。                                                                    | ジャパンレコード               | LP   | JAL-1801   | 編曲、演奏 |
| 1983年4月21日  | 郷ひろみ            | 比呂魅卿の犯罪                                                                      | CBSソニー                      | LP   | 28AH1516   | 作曲、編曲、演奏 |
| 1984年6月25日  | 矢野顕子            | オーエス オーエス                                                                   | 徳間ジャパン／ジャパンレコーズ | LP   | 28JAL-10   | 作詞、作曲、編曲、演奏 |
| 2010年4月21日  | オムニバス          | commmons: schola vol.5 Yukihiro Takahashi & Haruomi Hosono Selections: Drums & Bass | commmons                       | CD   | RZCM-45965 | 坂本龍一総合監修による音楽全集のシリーズ第5巻目。 イエロー・マジック・オーケストラ名義で、 スライ&ザ・ファミリー・ストーン「サンキュー・フォー・トーキン・トゥ・ミー・アフリカ」（ボーカルはCrystal Kay）、 ビートルズの「ハロー・グッドバイ」をカバーしている。 |

### カバー作品
- 他ミュージシャンによるカバー作品一覧。

| 歌手名                         | 年     | タイトル             | 編曲                           | 収録作品                                                | 備考                                       |
| ------------------------------ | ------ | -------------------- | ------------------------------ | ------------------------------------------------------- | ------------------------------------------ |
| ロジック・システム             | 1982年 | シムーン             |                                | アルバム『東方快車 (ORIENT EXPRESS)』                   |                                            |
| ロジック・システム             | 1991年 | 中国女               |                                | アルバム『To・Gen・Kyo』                                |                                            |
| ロジック・システム             | 1991年 | ライディーン         |                                | アルバム『To・Gen・Kyo』                                |                                            |
| 電気グルーヴ                   | 1991年 | COSMIC SURFIN'       |                                | アルバム『UFO』                                         |                                            |
| THE MAD CAPSULE MARKET'S       | 1992年 | SOLID STATE SURVIVOR | THE MAD CAPSULE MARKET'S       | アルバム『SPEAK!!!!』                                   |                                            |
| 東京スカパラダイスオーケストラ | 1996年 | シムーン             | 東京スカパラダイスオーケストラ | アルバム『トーキョー・ストラット』                      | ボーカルにヒックスヴィルの真城めぐみが参加 |
| TWO-MIX                        | 1999年 | テクノポリス         | TWO-MIX                        | アルバム『RHYTHM FORMULA』                              | タイトルは「TECHNOPOLIS NEW GENESIS」      |
| デキシード・ザ・エモンズ       | 2000年 | NICE AGE             | デキシード・ザ・エモンズ       | マキシシングル『Nice Age』                              |                                            |
| Lucy                           | 2004年 | NICE AGE             |                                | DVD『Lucy Show〜Shout,Speed,Shake your ROCKAROLLICA〜』 | ライブ・バージョン                         |
| クラムボン                     | 2006年 | 以心電信             |                                | アルバム『LOVER ALBUM』                                 |                                            |
| コトリンゴ                     | 2010年 | 以心電信             |                                | アルバム『picnic album 1』                              |                                            |
| 私立恵比寿中学                 | 2013年 | 体操                 | 三浦康嗣                       | アルバム『中人』                                        |                                            |
| Jamie Veron Lake               | 2014年 | TONG POO             |                                | アルバム『Handsome Boy Modeling School』                | タイトルは「ymo」                          |

### その他
COSMIC SURFIN'
1978年にCBS・ソニーからリリースされた『Pacific』からのシングルカット。アルバムの調和を崩す様なジャーマンディスコ調の本作をYMO結成前にポリフォニックス名義でリリース。本音源は今も『Pacific』にて聴くことができる。
YENレコード・ヒストリー
1988年11月（91年9月に再発売）。細野がアルファレコード内に立ち上げたレーベル「YEN RECORDS」設立から発売されたシングルを発売順にA・B面ともに収めたオムニバス・アルバムで、YMOの楽曲は「君に、胸キュン。」以降のYEN RECORDSから出されたシングルをA・B面収録している。特筆すべきは、「以心電信」がシングルバージョンで収録されていることである。「テクノポリス」のシングルバージョン違い、「以心電信」のシングルバージョンは殆んどCD化されておらず、YMOのベスト盤はほぼアルバムバージョンで収録されている。
YEN YEARS
1996年12月。オムニバス・アルバム『YEN BOX Vol.II』の18枚中の1枚目。「PROPAGANDA」のオリジナル・ヴァージョンは、これにしか収録されていない。また、珍しいカラオケ・ヴァージョン曲も多数収録。
その他には、YEN Box Vol.1のBonus Discに「君に、胸キュン。(Original Karaoke Version)」、「WILD AMBITIONS (TV size Edit type B)」、「以心電信 (CF 60 Sec. Version)」、「鏡の中の10月 (Original Karaoke Version)」が、YEN Box Vol.2のBonus Disc: Maleに「君に、胸キュン。〜過激な淑女〜以心電信のメドレー」が、Bonus Disc: Femaleに小池玉緒 featuring YMOの「Sexanova」（未発表）が。
※「君に、胸キュン。(Original Karaoke Version)」は、どちらも高橋のコーラスパートが部分的に入っており純粋なインスト・ヴァージョンではない。
YMO Selfservice
1998年。結成20周年記念2枚組CD-ROM。12のアルバムの楽曲全てがMP3形式で収録されている。ただし、データ・レートが低いため音質はあまり良くない。その他、プロモーション・ビデオ、関係者インタビューのビデオ、シンセサイザーの音色、アルバムのデータ、未発表ライヴ音源（1981年、ウインター・ライヴより）などが収録されている。進行役には、畠山桃内として伊武雅刀が参加。シングルCDが添付されており、2曲のライヴ音源（「RYDEEN」、「BEHIND THE MASK」ともにチャップリン・メモリアル・スタジオ公演）が収録されている。
翌年1999年に、DVD「YMO GIGA CAPSULE」にDVD-ROMとして上記のコンテンツが再録された。その際、「ウインター・ライヴ」からの未発表音源が一部追加されている。
InDo 1978 / Pre YMO
2000年。原曲は未発表曲「InDo」（仮タイトル）で、1978年にYMOのプリプロダクション用トラックとして収録されたもの。高橋幸宏のドラム・パートまでレコーディングされたものの、最終的にお蔵入りとなった。その後、発見されたマルチ・トラック・テープを、細野がミックスを施し（本人曰く「きれいにしてあげて」）、「Pre YMO」名義で発表。細野自身を含むアーティスト陣の2000年版リミックスとともに、ミニアルバム『InDo』に収録された。
増長 (ALCA 5250) / YMO&爆笑問題、長井秀和
『増殖』のパロディCD（内容的にはYMOではなくスネークマン・ショーのカヴァー）。
その他のレア音源・未収録曲
発表済みのレア音源としては、「鏡の中の十月（デモVer. / オリジナルカラオケVer.）」、「以心電信（モノラル歌詞違いVer.）」、「過激な淑女（デモVer.）」、「SIMOON（デモVer.）」などがある。
ライヴのみで発表されたタイトル不明な曲はいくつかあるが、有名なのはテクノポリス2000-20のオープニング曲（坂本龍一のアルバム『左うでの夢』収録の「Venezia」と似ている）と、ウィンター・ライヴでの通称「LOOP」などがある。
YMO名義のライヴ・アルバムにのみ音源が存在し、YMO名義のスタジオ収録したアルバムに音源が存在しない曲がいくつかある。例えば、「PLASTIC BAMBOO」「riot in Lagos」（原曲：坂本龍一）、「THE CORE OF EDEN」（原曲：高橋幸宏）、「在広東少年」（原曲：矢野顕子。ただし初出はKYLYN BAND）、「maps」（原曲：大村憲司）、「ROCKET FACTORY」「RADIO JUNK」（原曲：SHEENA & THE ROCKETS）、「all you need is love」（原曲：ザ・ビートルズ）など。これらの曲はビートルズのカヴァーを除けばYMOの3人のソロ曲、またはYMOの3人が製作に参加した曲である。「all you need is love」は第2回ワールドツアーのチャップリン・メモリアル・スタジオ公演で、日本への衛星中継が行われることと、ビートルズが原曲を衛星中継で披露したことを絡めた洒落であった。YMOの演奏では曲冒頭はアメリカ国歌となっている。
「在広東少年」は「お前は歌う、私に向かって歌う、つんぼの私に」という歌詞があり、ライヴでも歌われていたが、日本で公開された映像・ライヴアルバムなどでは「つんぼ」の部分は音声加工によって消されていたり、ライヴによっては最初から「耳の壊れた」「耳の聞こえない」と歌詞を変更したヴァージョンが歌われていた。

### タイアップ
| 年     | 楽曲                   | タイアップ内容                                                            |
| ------ | ---------------------- | ------------------------------------------------------------------------- |
| 1979年 | テクノポリス           | FUJI CASSETTE「カセットテープ『テクノポリス25時』」コマーシャルソング     |
| 1980年 | 磁性紀-開け心-         | FUJI CASSETTE「80分メタルテープ『テクノポリス25時』」コマーシャルソング   |
| 1980年 | ライディーン           | FUJI CASSETTE「カセットテープ『歩き篇』」コマーシャルソング               |
| 1981年 | キュー                 | FUJI CASSETTE コマーシャルソング                                          |
| 1983年 | 君に、胸キュン。       | カネボウ化粧品'83コマーシャルソング                                       |
| 1983年 | 以心電信               | 国際連合「世界コミュニケーション年 (WCY)」テーマ曲                        |
| 1993年 | ポケットが虹でいっぱい | テレビドラマ『さくらももこランド・谷口六三商店』（1993年、TBS系列）主題歌 |
| 2007年 | RYDEEN 79/07           | キリンビール「キリン ラガービール&クラシックラガー」コマーシャルソング    |
| 2010年 | ライディーン           | 江崎グリコ「ポッキー」コマーシャルソング                                  |

## 出演

### 映画
- A Y.M.O. FILM PROPAGANDA（1984年）

### CM
- 富士写真フイルム・フジカセット（DR, ER, UR, SRの各カセットテープ）（コンパクトカセット）(1980年)
- キリンビール・キリン・ラガービール（2007年）
- 江崎グリコ・ポッキー『エビバデポッキー宣言』篇（2010年）

### その他題材にしたもの
- アナザーストーリーズ 運命の分岐点（2023年7月14日生放送　NHK総合テレビジョン）
  - 「YMO 時代を超えた革命児たち」 証言者:松武秀樹、小林克也、伊武雅刀、桑原茂一（以上3人スネークマンショー）、川添象郎、小室哲哉、いとうせいこう、塙宣之（ナイツ）